# Historia WWE

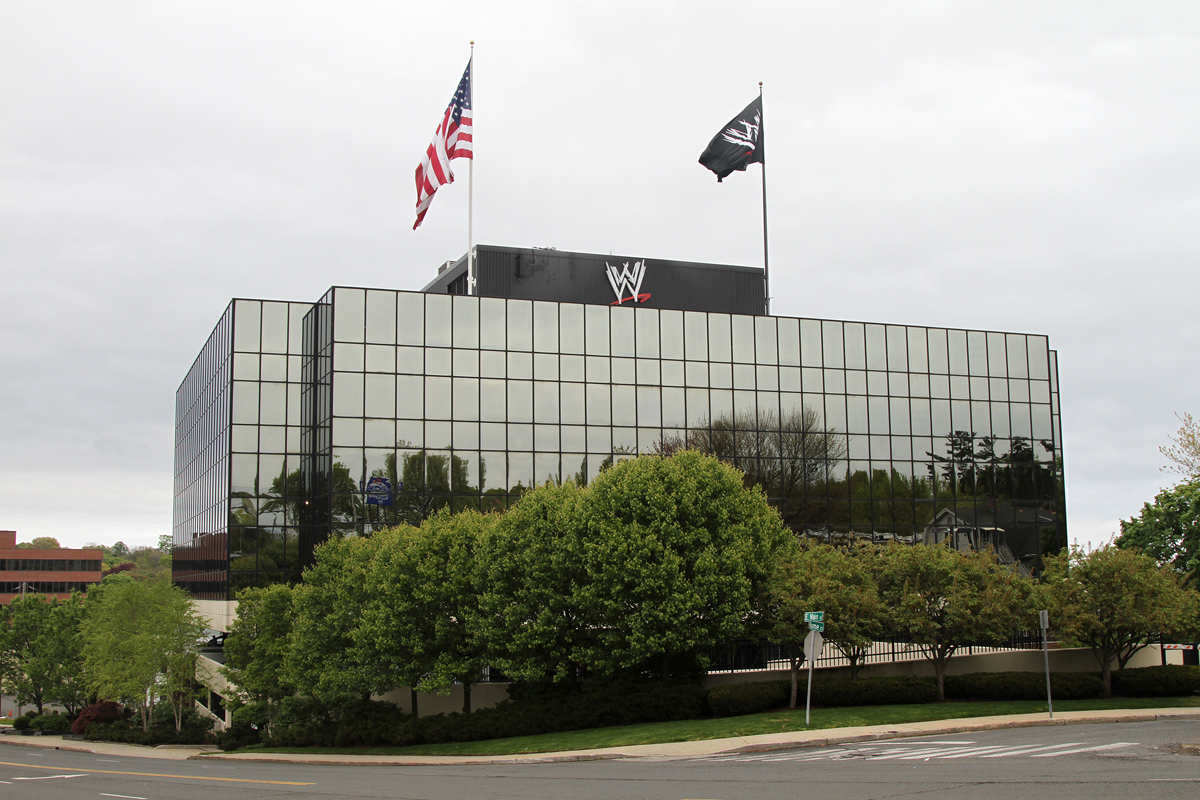
Główna siedziba World Wrestling Entertainment, Inc.

Historia WWE – historia organizacji wrestlingu World Wrestling Entertainment.
Organizacja została założona w 1952 przez doświadczonego promotora boksu i wrestlingu, Jessa McMahona, oraz wpływowego promotora wrestlingu, Tootsa Mondta pod nazwą Capitol Wrestling Corporation (CWC). W 1953 organizacja dołączyła do ligi National Wrestling Alliance (NWA) i pełniła funkcję północno-wschodniego terytorium wrestlingu. W 1954 Jess McMahon zmarł, a jego syn, Vincent James McMahon, zastąpił go jako nowy współwłaściciel i szybko stał się akcjonariuszem większościowym. W 1961 przynależący do CWC, Buddy Rogers, został głównym mistrzem NWA. Gdy w 1963 liga zadecydowała o zmianie mistrza, CWC odłączyło się, zmieniło nazwę na World Wide Wrestling Federation (WWWF) i mianowało Rogersa pierwszym posiadaczem nowo utworzonego głównego mistrzostwa organizacji, WWWF World Heavyweight Championship. W 1979 organizacja skróciła swoją nazwę do World Wrestling Federation (WWF) w celach marketingowych. W 1982 syn Vincenta Jamesa McMahona, Vincent Kennedy McMahon, odkupił WWF i przeprowadził restrukturyzację, między innymi podpisując umowę z telewizją kablową i nakłaniając popularnych wrestlerów innych organizacji do przyłączenia się.
Od czasu przejęcia WWF przez Vincenta Kennedy McMahona, historię WWF przyjęło się dzielić na epoki, które charakteryzują się unikatowymi charakterami. Od 1982 do 1993 trwała The Golden Age, czyli złoty wiek, w trakcie którego znacząco wzrosła popularność wrestlingu. Był to też okres tak zwanej Hulkamanii (fenomen popularności Hulka Hogana). W 1993 Hulk Hogan odszedł z WWF, co zapoczątkowało epokę New Generation Era. Nasiliła się wówczas rywalizacja z konkurencyjną organizacją WCW, która prześcignęła WWF w wynikach oglądalności. W 1996 Vince McMahon postanowił zmienić charakter swojego produktu na bardziej brutalny i kontrowersyjny, dzięki czemu WWF odzyskało popularność, a w 2001 McMahon odkupił upadające WCW. W 2002 w wyniku pozwu organizacji charytatywnej World Wide Fund for Nature, która zarejestrowała skrótowiec WWF wcześniej, organizacja wrestlingu zmieniła swoją nazwę na World Wrestling Entertainment (WWE). McMahon oświadczył, że oczekuje od zawodników bezwzględnej agresji, co zapoczątkowało epokę Ruthless Agression. Ze względu na przepełnienie organizacji zawodnikami dawnego WCW, zadecydowano też o podziale franczyzy na brandy Smackdown i Raw. W 2008 organizacja znacząco zmieniła swój charakter, aby tworzone w jej ramach programy otrzymały kategorię PG według TV Parental Guidelines. W 2014 Triple H ogłosił nastanie nowej epoki, Reality Era, która miała się wyróżniać zwiększonym realizmem. Od 2016 do 2021 roku trwała New Era. Zauważalnymi zmianami w nowej erze było bardziej atletyczny charakter walk, utworzenie dywizji wagi lekkiej, podniesienie rangi wrestlingu kobiet i nowy podział WWE na brandy. Od 2022–2024 roku trwa Renaissance Era. Początkiem ery jest ogłoszenie Vince’a McMahona w 2022 roku przejścia na emeryturę, po czym przejęcie przez Triple H’a stanowiska szefa działu kreatywnego i późniejszy awans Shawna Michaelsa na wiceprezesa WWE ds. kreatywnego rozwoju talentów, czyli na szefa działu kreatywnego NXT; a także kupienie przez Endeavor WWE i dokonanie jej fuzji z UFC rok później (po powrocie i późniejszym ponownym odejściu McMahona z federacji). Renesansem WWE nazywa się szybko rosnąca się na nowo popularność i rozponawalność federacji, np. poprzez wzrost zasięgów na mediach szpołecznościowych, wyższą oglądalnością niż w poprzednich latach czy większą sprzedażą biletów na gale federacji.

## Sposoby podziału historii WWE na epoki

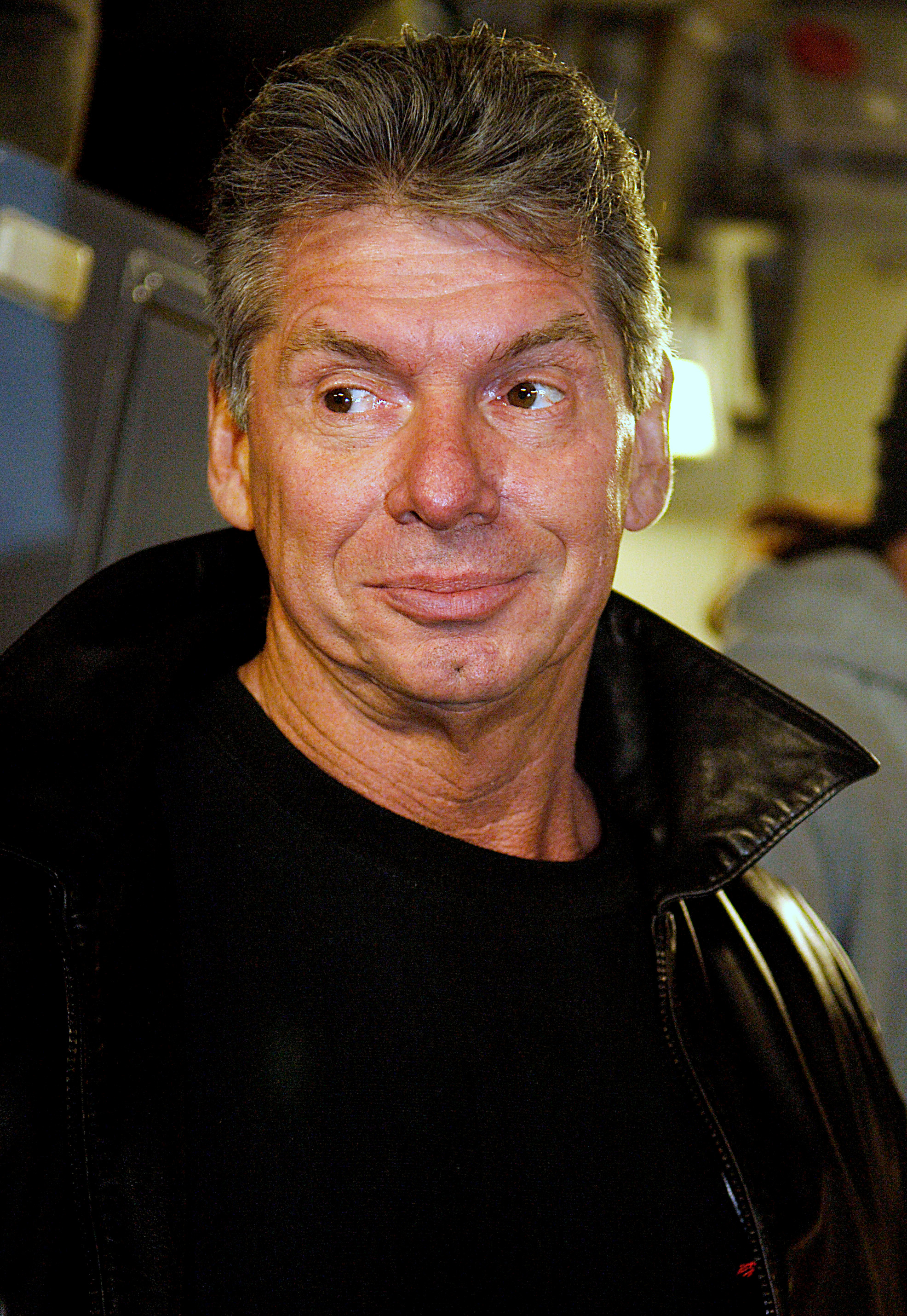
Vince McMahon – właściciel WWE, który przejął organizację w 1982 i przeprowadził jej restrukturyzację

Historię WWE po 1982 roku, kiedy Vince McMahon kupił organizację, przyjęło się dzielić na tak zwane epoki lub ery, choć nie ma pełnej zgodności odnośnie do nazw i zakresów poszczególnych przedziałów czasowych.
15 lutego 2012 na swojej stronie internetowej WWE zaproponowało następujący podział:
- The ’80s Boom (1982–1985, pol. Bum lat 80.)
- The Dawn of WrestleMania (1985–1990, pol. Świt Wrestlemanii)
- The New Generation (1990–1996, pol. Nowe pokolenie)
- The Attitude Era (1996–2001, pol. Era Postawy)
- The Postwar Era (2001–2005, pol. Era Powojenna)
- The Modern Era (od 2005, pol. Era Współczesna)[1].

Przez wiele lat upowszechnił się inny podział, stosowany fanów i media poświęconych wrestlingowi. Nowy podział ostatecznie został uznany przez WWE:
- The Golden Age (lata 80. i początek lat 90. XX wieku, pol. Złoty Wiek)
- New Generation Era (od początku do środka lat 90. XX wieku, pol. Era Nowego Pokolenia)
- Attitude Era (Od środka lat 90. do początku pierwszej dekady XXI wieku, pol. Era Postawy)
- Ruthless Aggression Era (2002–2008, pol. Era Bezwzględnej Agresji)
- PG Era (2008–2013, pol. Era PG)
- Reality Era (2014–2016, pol. Era Rzeczywistości)
- The New Era (od 2016 do 2021, pol. Nowa Era)[2]
- Renaissance Era/Paul Levesque Era (od 2024, pol. Era Renesansu/Era Paula Levesque)[3][4]

Jedną z umownych dat początku The Golden Age jest pierwsza WrestleMania. Częściej jednak za początek tej ery podawany jest rok 1979, kiedy Vince McMahon kupił firmę World Wide Wrestling Federation (WWWF) od swojego ojca i przemianował ją na World Wrestling Federation (WWF).
Jedną z umownych dat początku New Generation Era jest rok 1991, kiedy główni wrestlerzy WWF zostali wezwani do zeznawania w procesie związanym z rzekomą dystrybucją sterydów przez organizację. Częściej jednak za początek tej epoki uznaje się lipiec 1993, kiedy z WWF odszedł Hulk Hogan. Był on związany z firmą od lat 80. i według wielu analityków znacząco przyczyniał się do mainstreamowej popularności WWF aż do tego momentu.
Jednym z umownych wydarzeń, które miało by być początkiem Attitude Era było wydarzenie zwane Montreal Screwjob w 1997, jednak według oficjalnej strony internetowej WWE, Attitude Era zaczęła się od przemowy zwanej Austin 3:16, wygłoszonej przez Stone Colda Steve’a Austina po zwycięstwie w turnieju na gali King of the Ring.
Ruthless Aggression Era rozpoczęła się 24 lipca 2002, od przemowy Vince’a McMahona, którą wygłosił przed publicznością i wrestlerami w odcinku WWE Raw. Od tego momentu termin Ruthless Aggression, czyli Bezwzględna agresja, był często powtarzany w programach WWE.
Początek PG Era jest datowany na 22 lipca 2008, kiedy WWE oświadczyło, że programy organizacji od tej pory będą miały kategorię PG. Zgodnie z amerykańskim systemem oceniania programów telewizyjnych, TV Parental Guidelines, PG oznacza, że program nie ma ograniczeń wiekowych, jednak w przypadku najmłodszych zalecany jest nadzór rodziców. Ponieważ programy WWE nadal mają kategorię PG, niektórzy uważają, że ta era nigdy się nie skończyła.
W odcinku WWE Raw z 24 marca 2014, Triple H ogłosił początek nowej ery i nadał jej nazwę Reality Era. Mimo to wielu fanów i wiele mediów nieoficjalnie uznaje za początek tej ery rok 2011. Wtedy CM Punk wygłosił słynną przemowę w odcinku WWE Raw. Skrytykował on praktyki biznesowe WWE, czym zyskał sobie przychylność publiczności i stał się główną gwiazdą organizacji. Inni za moment będący początkiem Reality Era uważają odejście CM Punka z firmy w 2014.
W 2016 WWE zaczęła nazywać okres, w jakim się znajduje mianem New Era, a Payback z 1 maja został ogłoszony pierwszą galą pay-per-view w nowej erze.
W 2022 roku, Vince McMahon oficjalnie ogłosił swoją emeryturę, po czym Triple H przejął stanowisko szefa działu kreatywnego, a Shawn Michaels został awansowany na wiceprezesa WWE ds. kreatywnego rozwoju talentów, czyli szefa działu kreatywnego NXT. W 2023 roku, po powrocie i późniejszym ponownym odejściu McMahona z federacji, Endeavor kupiło WWE i dokonało jej fuzji z UFC. Sam Triple H jako CCO WWE, wrestlerzy WWE, fani jak i komentatorzy zaczeli okleślać nowy okres jako Renaissance Era bądź Paul Levesque era, gdzie renesans oznacza szybko rosnąca się na nowo popularność i rozponawalność federacji, a początek jest określany na 2022–2024 rok.

## Capitol Wrestling Corporation (1952–1963)

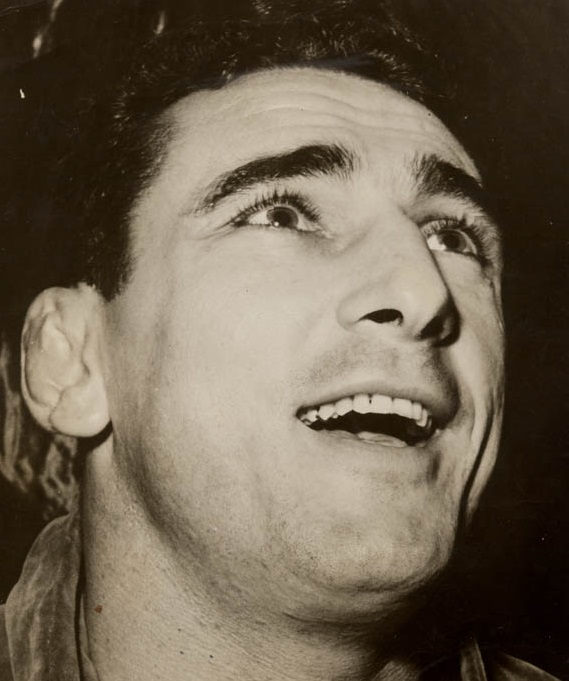
Antonino Rocca – jeden z najlepiej opłacanych wrestlerów Capitol Wrestling Corporation

Firma znana dziś jako WWE została założona w 1952 pod nazwą Capitol Wrestling Corporation (CWC). Jej założycielem był doświadczony promotor boksu i wrestlingu, Jess McMahon, oraz wpływowy promotor wrestlingu, Toots Mondt. W 1953 firma dołączyła do ligi National Wrestling Alliance, która kontrolowała podział Stanów Zjednoczonych na terytoria poszczególnych promotorów wrestlingu. Każdy promotor miał wyłączność na organizowanie walk na swoim terytorium i emitowanie ich w lokalnych telewizjach. Jessowi McMahonowi i Tootsowi Mondtowi przypadł rejon północno-wschodni, obejmujący Nowy Jork, Pensylwanię, New Jersey i Connecticut. Siedziba CWC została ustanowiona na siódmym piętrze hotelu Franklin Park Hotel w Waszyngtonie. 7 stycznia 1953 na stadionie Turner’s Arena w Waszyngtonie odbyła się pierwsza gala z serii o nazwie Capitol Wrestling. Firma zatrudniła popularnych wówczas wrestlerów, takich jak Georgious George i Killer Kowalski.
Po śmierci Jessa McMahona 21 listopada 1954, jego syn, Vincent James McMahon, zastąpił go jako nowy współwłaściciel organizacji i szybko stał się akcjonariuszem większościowym. Głównym partnerem Vincenta McMahona w zarządzie CWC był współzałożyciel tej firmy, Toots Mondt. Lokalni promotorzy wrestlingu chętnie współpracowali z Vincentem Jamesem McMahonem, który oddawał im 40% dochodów firmy po opodatkowaniu. Wrestlerzy tej organizacji zarabiali średnio 15 tysięcy dolarów, a główne gwiazdy gal ponad 100 tysięcy. Jednym z najlepiej opłacanych zawodników był Antonino Rocca, który w 1957 zarabiał około 150 tysięcy dolarów.
W grudniu 1955 Vincent James McMahon i Toots Mondt przemianowali Turner’s Arena na Capitol Arena i zawarli umowę z siecią telewizyjną DuMont Television Network, której zarząd zgodził się wyemitować jedną galę CWC na kanale WTTG 5 stycznia 1956. Dwa tygodnie później stacja, zachęcona dobrymi wynikami oglądalności, zaczęła emitować gale CWC regularnie. Dwugodzinny cotygodniowy program telewizyjny Capitol Wrestling był nadawany na żywo w 11 stanach. Dodatkowe programy telewizyjne CWC były nadawane między innymi z Bridgeport w Connecticut i z Sunnyside Gardens w Queens, w Nowym Jorku, a gdy Mondt miał tymczasowo zawieszoną licencję promotora w 1965, Vincent James McMahon zaprezentował swoją pierwszą galę na hali Madison Square Garden w nowojorskiej dzielnicy Manhattan.
W tym czasie CWC budziło kontrowersje w mediach, które spekulowały negatywny wpływ programów organizacji na amerykańską kulturę. W 1956 gazeta The Washington Post and Times Herald krytykowała haniebne jej zdaniem występy takich postaci jak Karl Von Hess, który odgrywał rolę (gimmick) nazisty o osobowości dyssocjalnej. Natomiast stanowa komisja boksu otrzymała wiele listów od zaniepokojonych widzów, którzy wzywali ją do przejęcia kontroli nad wrestlingiem.
Zawodnicy CWC rywalizowali o mistrzostwa operowane przez ligę NWA i lokalne wersje tych mistrzostw. W lipcu 1958 organizacja utworzyła swój pierwszy ekskluzywny tytuł. Było to mistrzostwo drużynowe United States Tag Team Championship i było terytorialną wersją tytułu ligowego NWA United States Tag Team Championship. W finale turnieju, zostali wyłonieni inauguracyjni posiadacze tego tytułu – Mark Lewin i Don Curtis.
23 października 1959 w mieście White Plains w stanie Nowy Jork debiutował Bruno Sammartino. W ciągu dekady stał się on jednym z najpopularniejszych wrestlerów.
20 kwietnia 1960 CWC wprowadziło swój odpowiednik tytułu NWA United States Heavyweight, który pojawiał się na galach sporadycznie. Pierwszym posiadaczem tytułu był Buddy Rogers. 30 czerwca 1961 Rogers pokonał Pata O’Connora w walce o NWA World Heavyweight Championship, najwyższe mistrzostwo ligowe National Wrestling Alliance.

## World Wide Wrestling Federation (1963–1982)

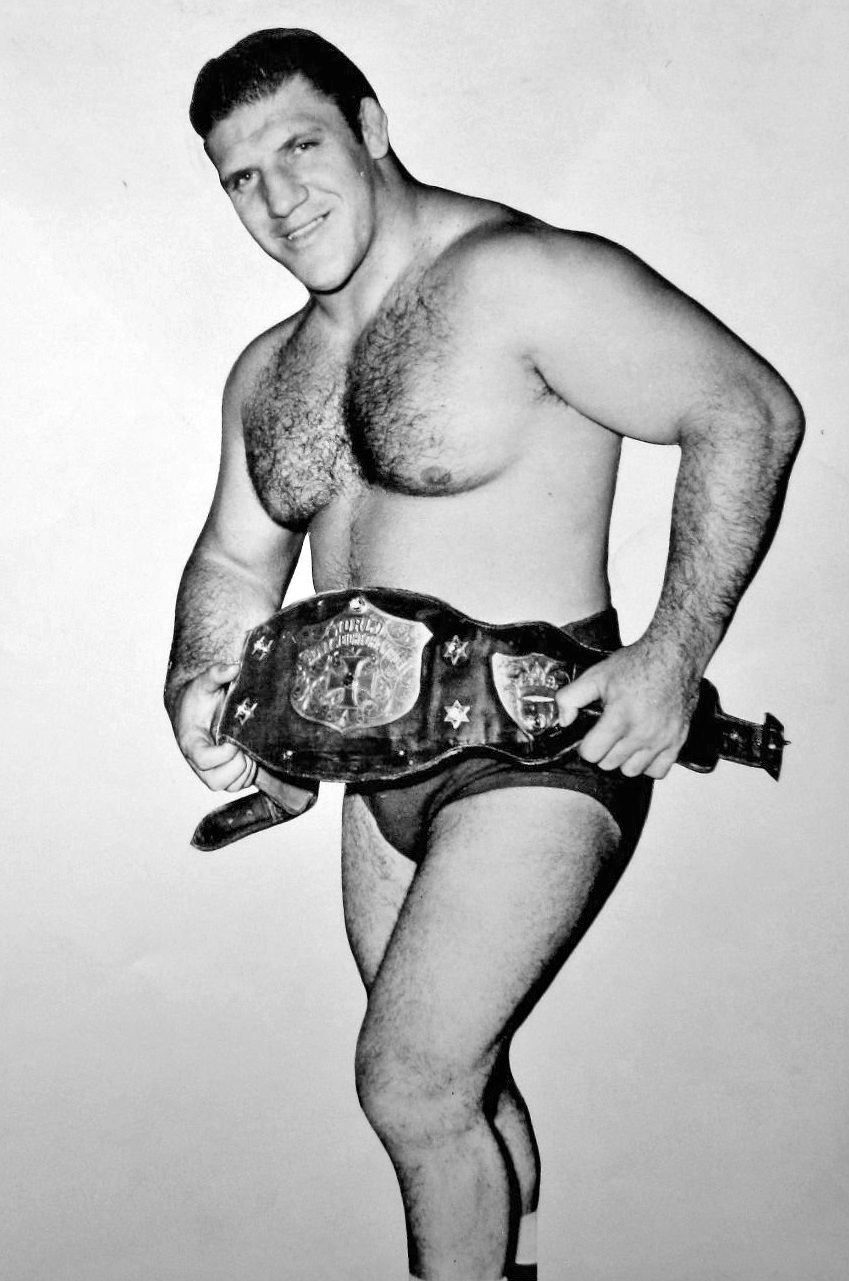
Bruno Sammartino – najdłużej panujący posiadacz głównego mistrzostwa w historii WWE

24 stycznia 1963 Buddy Rogers przegrał walkę o mistrzostwo NWA World Heavyweight z Lou Theszem w starciu typu Two out of three falls Match, choć Vincent James McMahon i Toots Mondt byli przeciwni decyzji National Wrestling Alliance o zmianie mistrza. W 1963 wypowiedzieli członkostwo lidze, a swoją niezależną od tej pory organizację wrestlingu przemianowali na World Wide Wrestling Federation (WWWF). Zmianie uległy także nazwy sankcjonowanych przez organizację mistrzostw. NWA United States Heavyweight Championship zostało przemianowane na WWWF United States Heavyweight Championship, a NWA United States Tag Team Championship na WWWF United States Tag Team Championship.
25 kwietnia 1963 organizacja utworzyła swoje główne mistrzostwo, WWWF World Heavyweight Championship, które istnieje do dzisiaj pod nazwą WWE Championship. Pierwszym posiadaczem tego tytułu był Buddy Rogers, który według organizacji miał wygrać mistrzostwo w turnieju Rio De Janeiro, który w rzeczywistości nigdy się nie odbył. Panowanie mistrzowskie Rogersa trwało miesiąc. 17 maja został pokonany w walce o tytuł przez Bruno Sammartino. Przyczyną decyzji WWWF o zmianie mistrza był pogarszający się stan zdrowia Rogersa, który doznał zawału mięśnia sercowego. Sammartino był mistrzem w latach 1963–1971 i 1973–1977.
Po śmierci bostońskiego promotora, Paula Bowsera, WWWF rozpoczęło ekspansję w Bostonie, a następnie w całej Nowej Anglii. Dzięki popularności Bruno Sammartino, federacja stała się jedną z najpopularniejszych organizacji wrestlerskich w Stanach Zjednoczonych w latach 60. i 70. oraz na początku lat 80. XX wieku. W 1969 McMahon sprzedał udziały CWC, należące do odchodzącego na emeryturę Tootsa Mondta, Robertowi „Gorilla Monsoon” Marelli.
W 1967 mistrzostwo WWWF United States Tag Team zostało zlikwidowane.
W 1969 syn Vincenta Jamesa McMahona, Vincent Kennedy McMahon, został konferansjerem organizacji, a w 1971 komentatorem.
W 1971 WWWF ponownie weszło w skład ligi National Wrestling Alliance. 3 czerwca wprowadzone zostało mistrzostwo drużynowe WWWF Tag Team Championship, a pierwszymi jego posiadaczami byli Luke Graham i Tarzan Tyler W 1976 tytuł WWWF United States Heavyweight Champion został zlikwidowany. W tym samym roku mistrzostwo WWWF World Heavyweight zostało przemianowane na WWWF Heavyweight Championship.
W 1978 Vincent James McMahon zatrudnił Hisashi Shinmę, jednego z organizatorów walk w japońskiej organizacji wrestlingu New Japan Pro-Wrestling, do odgrywania roli prezesa WWWF. Shinma odgrywał tę rolę do 1984. Celem McMahona było zacieśnienie współpracy między WWWF i NJPW, a także sprawienie wrażania, że WWWF jest organizacją światową.

## World Wrestling Federation (1979–2002)

### Okres przed przejęciem przez Vince’a McMahona (1979–1982)
W 1979 firma World Wide Wrestling Federation (WWWF) została przemianowana na World Wrestling Federation (WWF). Przemianowane zostały także tytuły: WWWF Heavyweight Championship na WWF Heavyweight Championship, a WWWF Tag Team Championship na WWF Tag Team Championship. Od 13 lutego 1979 do 23 kwietnia 1981 w organizacji istniał tytuł WWF North American Heavyweight Championship. 1 września 1979 powstało drugorzędne mistrzostwo WWF Intercontinental Championship. Według zmyślonej przez WWF historii, Pat Patterson, posiadacz WWF North American Heavyweight Championship, czyli mistrz północnoamerykański, wygrał w czasie turnieju w Rio de Janeiro mistrzostwo południowoamerykańskie, South American Championship, a następnie zunifikował oba tytuły tworząc WWF Intercontinental Championship.

### Golden Age (1982–1993)

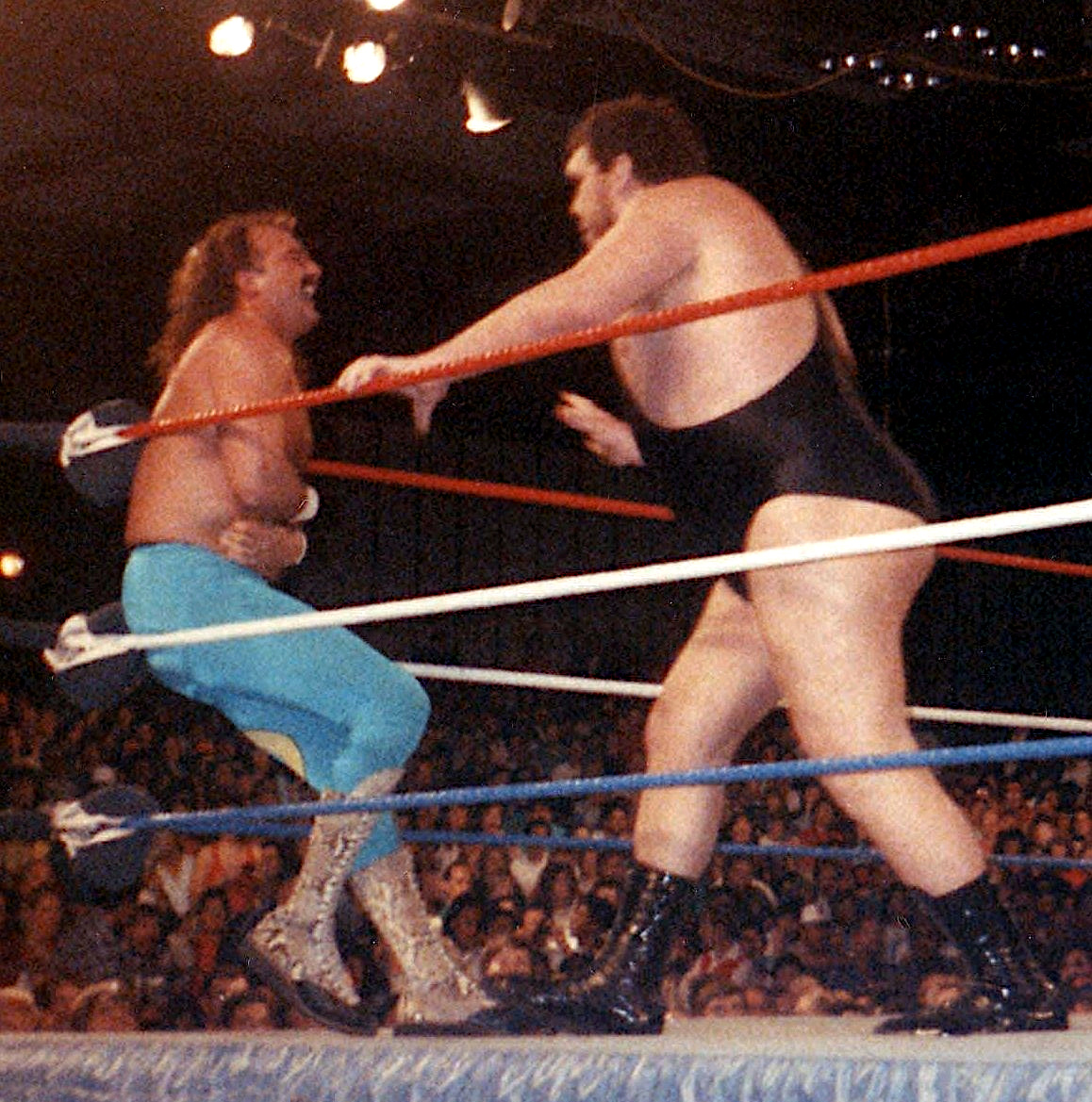
Jake Roberts (z lewej) i André the Giant (z prawej) w trakcie walki

Okres zwany złotą erą wrestlingu obejmuje lata 80. i początek lat 90. Był to okres kiedy Vincent Kennedy McMahon przejął WWF i przeprowadził transformację, która przyczyniła się do wzmocnienia pozycji organizacji i jej rozwoju. Firma nawiązała współpracę z siecią telewizji kablowej, przeciągnęła do siebie wielu zawodników z organizacji członkowskich NWA, zaczęła promować wrestling kobiet i rozpoczęła emisje corocznych gal, które cieszyły się dużą popularnością: WrestleMania, SummerSlam, Royal Rumble i Survivor Series. Był to również okres dominacji Hulka Hogana, którego fenomen jest nazywany Hulkamanią.
W ciągu kolejnych 10 lat Vince McMahon przeciągnął do swojej organizacji wielu kluczowych zawodników z innych terytoriów, takich jak: Hulk Hogan, “Rowdy” Roddy Piper, The Iron Sheik, Jimmy “Superfly” Snuka, Paul Orndorff, The Fabulous Moolah, Koko B. Ware, Ricky Steamboat, Randy Savage, The Honky Tonk Man, Jim Duggan, Bret “Hit Man” Hart, Harley Race, Ted DiBiase, Rick Rude, The Ultimate Warrior, Shawn Michaels, Mr. Perfect, Dusty Rhodes, Mark Calaway (The Undertaker) i Ric Flair.
Rola managerów była w tym okresie bardziej znacząca, niż kiedykolwiek. Managerowie przyjmowali różnych zawodników na klientów, a czasem mieli jednocześnie wielu klientów, którzy tworzyli większe grupy zwane stajniami. W rankingu WWE, opublikowanym na stronie internetowej organizacji, za najlepszych managerów tego okresu zostali uznani The Genius, Michael Hayes, Oliver Humperdink, Ted DiBiase, Slick, Paul Ellering, Miss Elizabeth, Mr. Fuji, Sensational Sherri, Captain Lou Albano, Freddie Blassie, Jimmy Hart i Bobby „The Brain” Heenan.

#### Ekspansja (1982–1984)

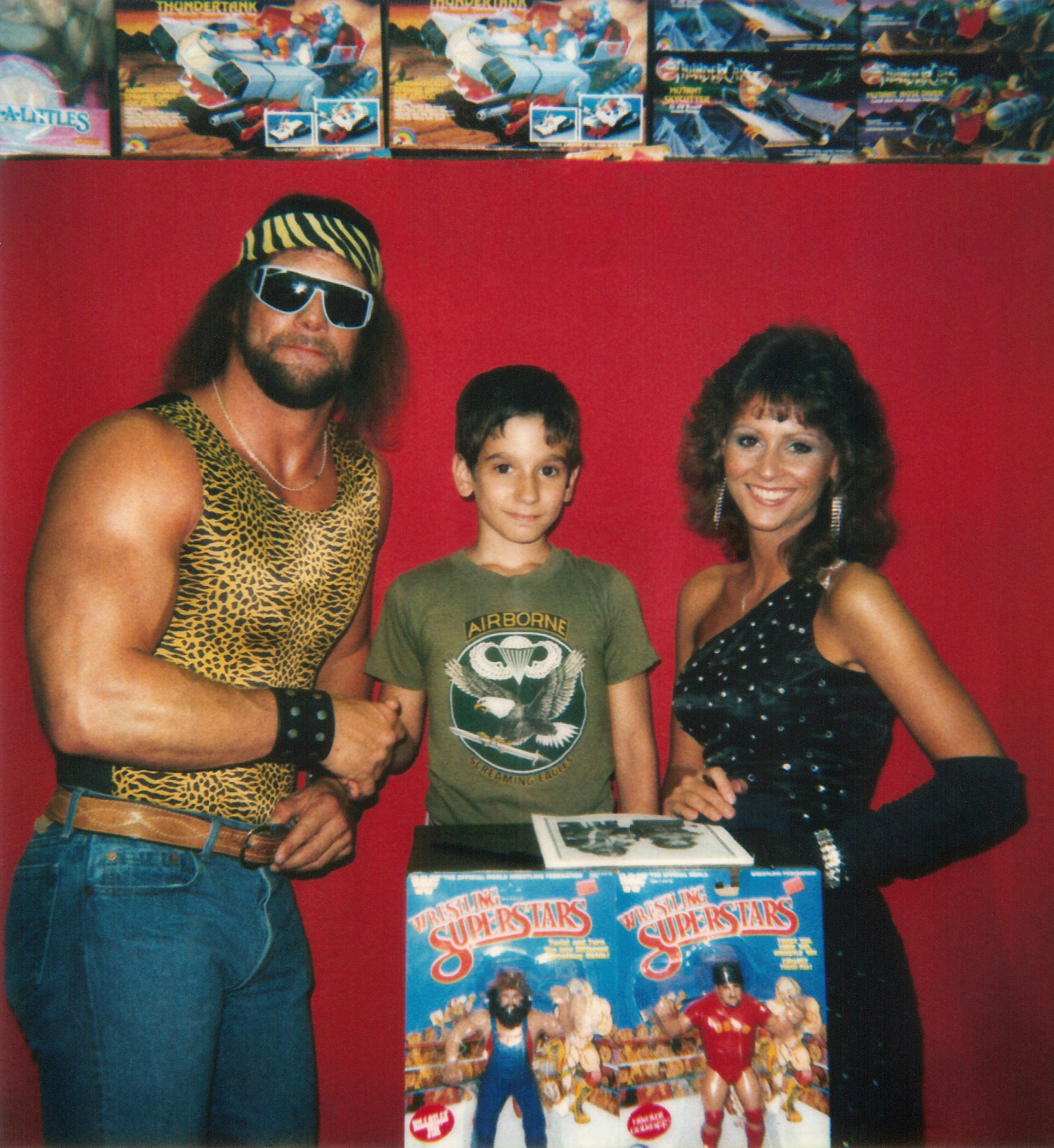
Randy Savage (z lewej) i jego manager Miss Elizabeth (z prawej) pozują do zdjęcia z młodym fanem (w środku)

6 czerwca 1982 Vincent Kennedy McMahon kupił organizację WWF od swojego ojca i jego parterów biznesowych: Phila Zacko, Arnolda Skaalanda i Roberta „Gorilla Monsoon” Marelli. W tym czasie organizacja obejmowała już swoim zasięgiem Maryland, Pensylwanię, Nowy Jork, Delaware, New Jersey, Connecticut, Rhode Island, Massachusetts, New Hampshire, Vermont, Maine i Dystrykt Kolumbia. Nowy właściciel postanowił sobie za cel uczynienie z WWF głównej federacji wrestlingu w Stanach Zjednoczonych, a następnie na całym świecie. W 1983 organizacja opuściła ligę NWA. W 1983 McMahon zawarł umowę z USA Network na emitowanie gal WWF w telewizji kablowej. Popularni wrestlerzy z innych terytoriów zaczynali przyłączać się do organizacji w zamian za obietnicę szerszego rozgłosu i wyższej pensji. Nie chcąc zmieniać dotychczasowych praktyk, inne, należące do National Wrestling Alliance, organizacje zaczęły upadać. Do 1997 McMahon starał się utrzymywać fakt, że jest właścicielem WWF, w tajemnicy przed fanami. Zajmował się przede wszystkim komentowaniem walk i przeprowadzaniem wywiadów.
W 1983 WWF kupiło od The Fabulous Moolah mistrzostwo kobiet NWA World Women’s Championship, które zostało przemianowane na WWF World Women’s Championship. 13 maja 1983 WWF kupiło też mistrzostwo drużynowe kobiet NWA Women’s World Tag Team Championship, które zostało przemianowane na WWF Women’s Tag Team Championship. Do nazw istniejących już tytułów męskich, zarówno osobowych, jak i drużynowych, dodano słowo World, co miało oznaczać, że są to mistrzostwa światowe. WWF Tag Team Championship było od tej pory znane jako WWF World Tag Team Championship, a WWF Heavyweight Championship jako WWF World Heavyweight Championship. W 1989 tytuł WWF Women’s Tag Team Championship został zlikwidowany.
W 1984 WWF przejęło kanadyjską organizację Maple Leaf Wrestling, a jej dotychczasowy współwłaściciel Jack Tunney został zatrudniony na stanowisku promotora kanadyjskich tras, a także do odgrywania roli właściciela WWF w programach telewizyjnych organizacji. Funkcję tę sprawował do 1995.
11 stycznia 1993 WWF zaczęło emisję cotygodniowej gali Monday Night Raw w każdy poniedziałek.

#### Początek Hulkamanii (1984)

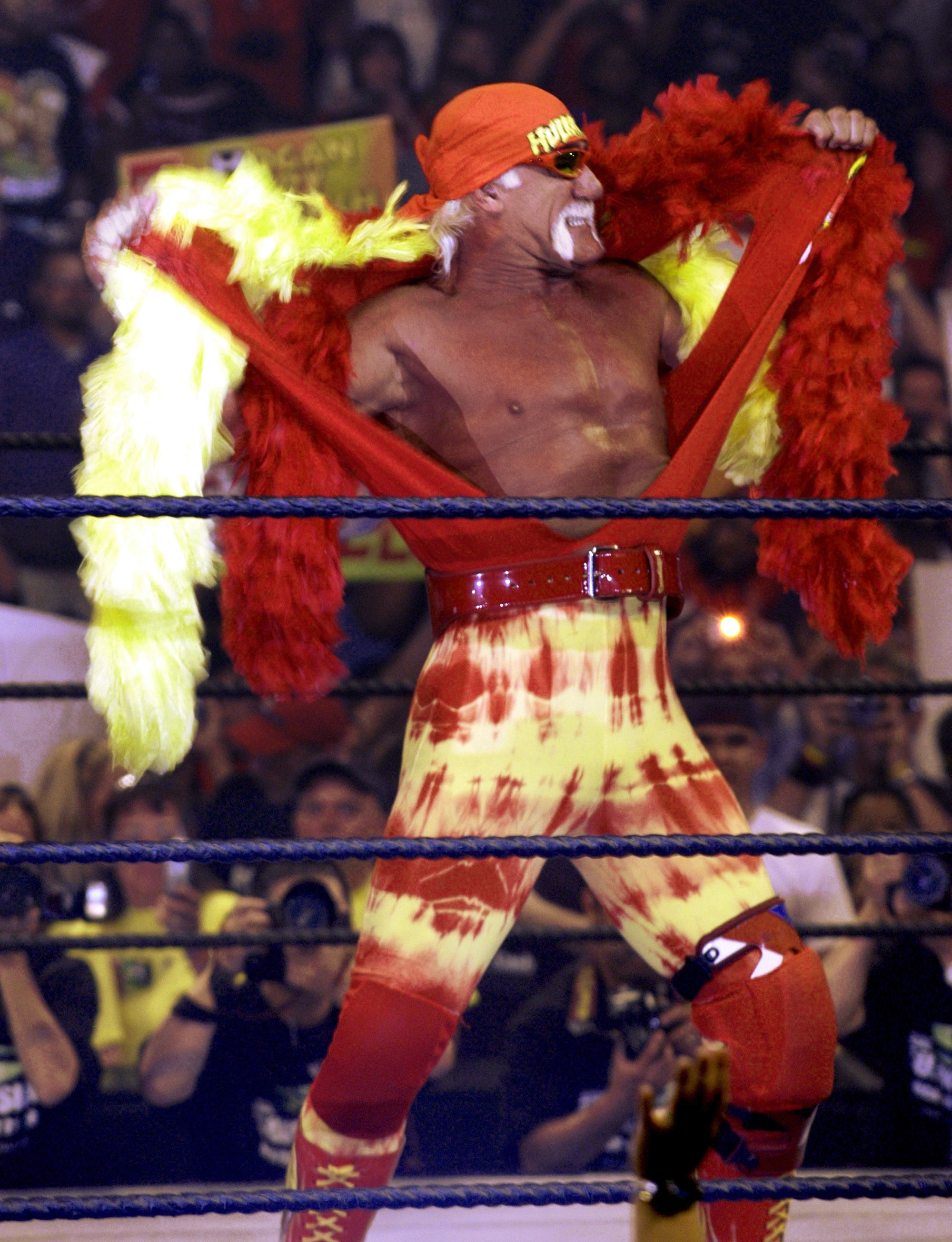
Hulk Hogan – główny zawodnik WWF w okresie Golden Era

27 grudnia 1983 WWF zatrudniło występującego do tej pory w American Wrestling Association Hulka Hogana, który tego samego dnia debiutował w organizacji. 23 stycznia 1984 Hogan pokonał The Iron Sheika odbierając mu główne mistrzostwo, WWF World Heavyweight Championship. Pierwsze panowanie Hogana trwało cztery lata. Wrestlerowi przypisuje się wypromowanie WWF na szeroką skalę i uczynienie wrestlingu rozrywką mainstreamową. Miał się do tego przyczynić swoją charyzmą oraz rolami w filmach, takich jak Rocky III. Fenomen Hulka Hogana nazywany jest Hulkamanią.

#### Nawiązanie współpracy z branżą muzyczną (1984)
W celu przyciągnięcia uwagi młodych widzów, WWF wykorzystało branżę muzyczną. Szczególnie zaangażowana w popularyzację rozrywki sportowej była piosenkarka Cyndi Lauper, która w 1984 nagrała swój największy przebój, Girls Just Want to Have Fun. Do tej piosenki został nagrany teledysk, w którym wystąpił wrestler i manager Captain Lou Albano. W programach WWF Albano i Lauper rywalizowali ze sobą, nie mogąc się zgodzić co do tego kto bardziej przyczynił się do sukcesu piosenki. Spór ten był również nagłaśniany w telewizji muzycznej MTV, a seksistowskie nastawienie Albano doprowadziło do tego, że znane działaczki feministyczne, takie jak Gloria Steinem i Geraldine Ferraro, publicznie wyrażały poparcie dla Lauper. 23 lipca 1984 gala The Brawl to End It All była emitowana na żywo w MTV. W głównej walce wieczoru Wendy Richter, której managerem była Cyndi Lauper, pokonała wieloletnią mistrzynię The Fabulous Moolah, której managerem był Lou Albano, w walce o pas WWF World Women’s Championship. Spór managera i piosenkarki zakończył się 28 grudnia 1984. W 1985 Cyndi Lauper odebrała nagrodę Nagrodę Grammy w towarzystwie Hulka Hogana. W późniejszym okresie kontynuowała usługiwanie Wendy Richter jako jej managerka i stworzyła teledysk do swojej piosenki The Goonies 'R' Good Enough, w którym wystąpili, odgrywając swoje postacie znane z programów WWF, André the Giant, Freddie Blassie, Nikolai Volkoff, Rowdy Roddy Piper, Wendi Richter i The Iron Sheik.

#### Początek corocznych gal (1985–1988)
31 marca 1985 w Madison Square Garden WWF zorganizowało swoją pierwszą galę pay-per-view. Nazywała się ona WrestleMania. W jej wypromowaniu pomógł udział celebrytów. Liberace był specjalnym chronometrażystą, Muhammad Ali specjalnym sędzią, Cyndi Lauper usługiwała Wendi Richter jako managerka, a aktor występował w filmach akcji, Mr. T, wraz z Hulkiem Hoganem wziął czynny udział w walce wieczoru przeciwko Roddy’emu Piperowi i Paulowi Orndorffowi. Gala cieszyła się tak wielką popularnością, że WrestleMania stała się głównym corocznym wydarzeniem organizacji. Sukces gali przekonał grupę National Broadband Network do rozpoczęcia regularnej emisji Saturday Night’s Main Event, programu WWF, który raz na dwa tygodnie był nadawany zamiast popularnego amerykańskiego programu Saturday Night Live. Pierwszy odcinek Saturday Night’s Main Event został wyemitowany 11 maja.
18 sierpnia 1985 WWF przejęło kanadyjską organizację Lutte Internationale i utworzono mistrzostwo WWF Canadian Championship, które miało być ekskluzywne dla wydarzeń mających miejsce w Kanadzie, ale zostało zlikwidowane po pięciu miesiącach, 22 stycznia 1986. Jedynym posiadaczem tego tytułu był, zatrudniony wcześniej w Lutte Internationale, Dino Bravo.
16 listopada 1987 w East Rutherford w New Jersey WWF zorganizowało historyczną bitwę Battle Royal, w której udział wzięło 19 wrestlerów, którzy byli popularni w latach 1940–1970. Wszyscy wrestlerzy mieli ponad 50 lat, a niektórzy ponad 70. Walkę wygrał Lou Thesz.
26 listopada 1987 w Richfield w stanie Ohio miało miejsce Survivor Series, pierwsza gala pay-per-view z corocznej serii o tej samej nazwie. Składała się ona z kilku pojedynków pięcioosobowych drużyn. 24 stycznia 1988 w Hamilton w Kanadzie miało miejsce Royal Rumble. Była to pierwsza gala pay-per-view z nowej corocznej serii o tej samej nazwie. Seria ta wyróżnia się tym, że jej zwieńczeniem jest walka kilkudziesięciu wrestlerów, którzy wchodzą na ring po kolei co dwie minuty. 29 sierpnia 1988 w Nowym Jorku odbyła się pierwsza z corocznej serii o tej samej nazwie gala Summerslam.
Dostrzegając sukces WWF, przedsiębiorca Ted Turner postawił sobie za cel stworzenie konkurencji. W tym celu 21 listopada 1988 kupił organizację wrestlingu Jim Crockett Promotions i na jej bazie utworzył World Championship Wrestling (WCW).

#### Śmierć kayfabe (1989)
W 1989 Vince McMahon wystąpił przed stanowym senatem w New Jersey oświadczając, że wrestling nie jest sportem. Chciał w ten sposób przekonać komisję, aby wykreśliła wrestling z listy sportów objętych regulacjami, w wyniku których WWF musiałoby płacić podatki od organizowanych gal. McMahon oświadczył, że wrestling powinno się definiować jako działalność, w której uczestnicy zmagają się współpracując ze sobą, przede wszystkim w celu zapewnienia rozrywki widzom, a nie zmierzenia się w uczciwych zawodach atletycznych. Od tej pory WWF określa swoją działalność mianem rozrywki sportowej. Ustawa deregulująca wrestling przeszła pomyślnie 10 lutego, stosunkiem głosów 37 do 1. Wielu analityków i mediów (na przykład The Independent) nazywają to wydarzenie śmiercią kayfabe.

#### Skandal sterydowy (1991)

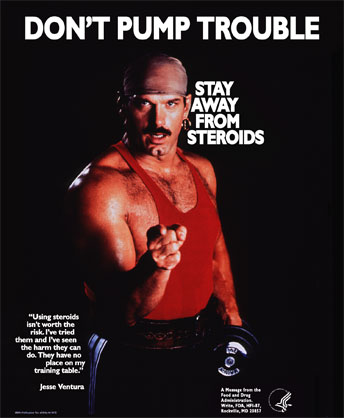
Plakat potępiający używanie sterydów, używany przez amerykańską Agencję Żywności i Leków w różnych okresach od 1976, z Jessem Venturą, który był wrestlerem, a w latach 80. komentatorem w WWF

W 1991 o WWF zrobiło się głośno z powodu procesu przeciwko jednemu z lekarzy organizacji, doktorowi George’owi T. Zahorianowi III. Sprawa ta przeszła do historii jako skandal sterydowy. George T. Zahorian III w latach 80. XX wieku pracował w zespole medycznym World Wrestling Federation, a także występował w telewizji biorąc udział w wątkach fabularnych organizacji. 5 lutego postawiono mu 15 zarzutów związanych z nielegalną dystrybucją kontrolowanych substancji. Był pierwszym lekarzem, któremu postawiono zarzuty na mocy prawa federalnego Anti-Drug Abuse Act z 1988. 24 czerwca prokurator federalny stwierdził, że Doktor George T. Zahorian III działał jako handlarz narkotyków, a nie lekarz, sprzedając sterydy anaboliczne i inne substancje kontrolowane wrestlerom i sztangistom w całym kraju w celach innych, niż medyczne. W międzyczasie zarzut dotyczący zaopatrzenia w sterydy Hulka Hogana został odrzucony na jego prośbę z powodu prywatnych i osobistych spraw, które powinny być chronione. 25 czerwca czterej wrestlerzy pracujący w latach 80. XX wieku dla WWF, Brian Blair, Rick Martel, Rowdy Roddy Piper i Daniel Stivey, zeznali, że zamówili sterydy telefonicznie u Zahoriana i otrzymali je za pośrednictwem kuriera Federal Express. 26 czerwca George T. Zahorian III przyznał się do zaopatrzenia Hulka Hogana w sterydy anaboliczne w celu poprawy jego umiejętności i budowy ciała, a nie ze względów medycznych. Potwierdził też zeznania Blaira, Martela, Pipera i Stivey. 27 czerwca 1991 ława przysięgłych uznała Zahoriana winnym ośmiu zarzutów dystrybucji sterydów i czterech zarzutów nielegalnej dystrybucji środków przeciwbólowych wymagających recepty. 29 grudnia został skazany na 12 700 dolarów grzywny i trzy lata więzienia począwszy od 3 lutego 1992. Po odbyciu kary doktor miał zostać objęty dwuletnim okresem próbnym.

#### Utworzenie Hall of Fame (1993)
27 stycznia 1993, w wieku 47 lat, zmarł wrestler André the Giant. Był on związany z WWF przez około 20 lat, wyróżniał się swoim olbrzymim rozmiarem i rywalizował przez trzy lata z Hulkiem Hoganem. Ostatni raz wystąpił w ringu rok wcześniej.
22 marca 1993 roku w programie Monday Night Raw ogłoszono utworzenie galerii sławy o nazwie Hall of Fame, dla zasłużonych wrestlerów. Pierwszą dołączoną do niej osobą został André the Giant. Od tej pory ceremonie dołączenia do Hall of Fame odbywają się co roku (z wyjątkiem okresu od 1997 do 2003), od 2004 przed każdą galą z serii WretleMania.

### New Generation (1993–1996)

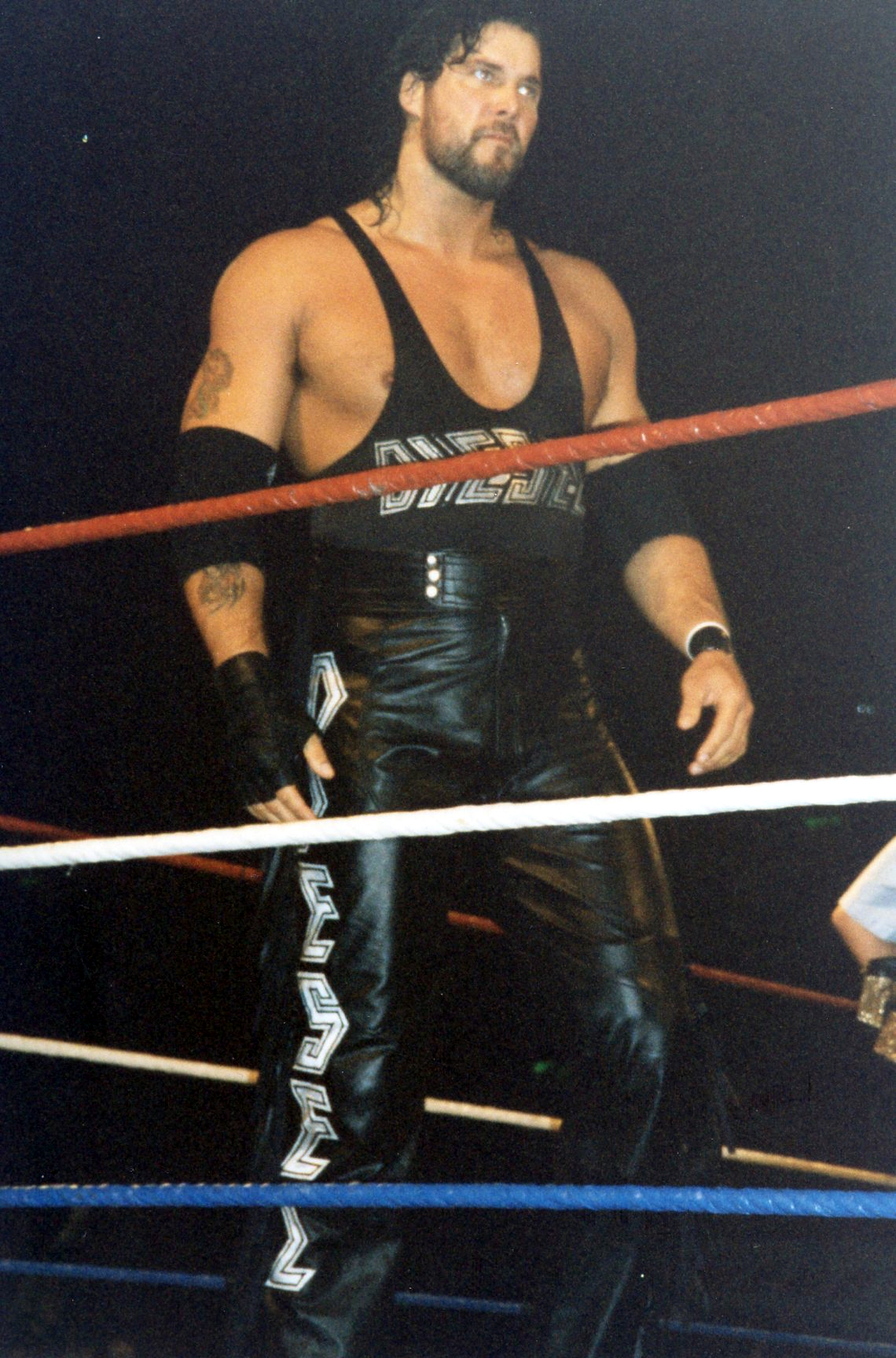
Diesel – najdłużej panujący posiadacz głównego mistrzostwa WWF w okresie New Generation

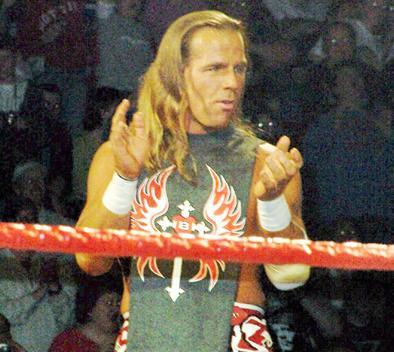
Shawn Michaels – drugi najdłużej panujący posiadacz głównego mistrzostwa WWF w okresie New Generation

Umownym początkiem ery New Generation jest odejście Hulka Hogana z WWF w lipcu 1993 i przyłączenie się do WCW. Na początku z organizacji odeszli też tacy wieloletni i popularni zawodnicy jak Randy Savage i Ted DiBiase.
Bret Hart został nowym głównym face’em WWF. Większe role przypadły też takim zawodnikom jak Shawn Michaels i The Undertaker. Ton gal w tym okresie często uznawany jest za bardziej karykaturalny, niż w Golden Era. Wśród zawodników organizacji pojawiły się takie postacie jak klaun Doink, dentysta Isaac Yankem i mnich Friar Ferguson. W tym okresie oglądalność programów WWF zauważalnie spadła, ustępując konkurencyjnej World Championship Wrestling.

#### Skandal sterydowy (1993–1994)
W 1993 o WWF znowu zrobiło się głośno za sprawą skandalu sterydowego. Tym razem to prezesowi WWF, Vince’owi McMahonowi, postawiono zarzuty. 18 listopada został oskarżony o kooperację ze skazanym w 1991 doktorem George’em T. Zahorianem III i współudział w dystrybucji sterydów anabolicznych dla wrestlerów. Proces przeciwko McMahonowi rozpoczął się 7 lipca 1994. Od 7 do 11 lipca 1994 sąd federalny przesłuchiwał skazanego w 1991 George’a T. Zahoriana III, który przyznał się do zaopatrywania w sterydy Hulka Hogana i Vince’a McMahona. 11 lipca 1994 Nailz zeznał, że Vince McMahon osobiście polecił mu stosowanie sterydów. 14 lipca Hulk Hogan zeznał, że w latach 80. XX wieku używanie sterydów przez wrestlerów było powszechne, a on sam stosował je przez prawie 14 lat. Oświadczył, że zamówienia miał odbierać regularnie w siedzibie World Wrestling Federation razem z listami od fanów i wypłatą. Zeznał też, że zażywał sterydy anaboliczne nie tylko po to by zwiększyć masę ciała, ale także leczyć rany i podtrzymywać kondycję, ale Vince McMahon nie kazał mu tego robić, ani też nie zachęcał. 22 lipca 1994 sąd oczyścił McMahona ze wszystkich postawionych mu zarzutów.

#### Ugoda z World Wide Fund for Nature (1994)
W 1994 brytyjska fundacja charytatywna World Wide Fund for Nature poskarżyła się World Wrestling Federation na używanie tego samego skrótowca – WWF. Fundacja zarejestrowała swój skrótowiec w 1961, a organizacja wrestlingu w 1989. Fundacja zgodziła się jednak by organizacja wrestlingu używała tego skrótowca w swoim logo pod warunkiem, że nie będzie on często wspominany w telewizji i kojarzony z wrestlingiem.

#### Początek Monday Night Wars (1995)
4 września 1995 organizacja World Championship Wrestling rozpoczęła produkcję programu Monday Nitro w poniedziałek, w tych samych godzinach co nadawany przez WWF Monday Night Raw. Był to początek rywalizacji o oglądalność między WWF i WCW. Ta rywalizacja przeszła do historii jako Monday Night Wars (Poniedziałkowe wojny).
Pierwsze przejęcie ważnego zawodnika WWF przez WCW miało miejsce w sierpniu 1995. Lex Luger pojawił się w Monday Nitro, gdzie odniósł się do planów swojej poprzedniej firmy by uczynić go następcą Hulka Hogana. Tydzień wcześniej Luger uczestniczył w zorganizowanej przez WWF gali SummerSlam. Kolejnym zaskakującym manewrem ze strony WCW było zatrudnienie Alundry Blaze, która w tym czasie była posiadaczką mistrzostwa kobiet WWF. W dniu swojego debiutu ceremonialnie wyrzuciła swój pas do kosza na śmieci przed publicznością. 10 czerwca 1996 WCW przejęło od WWF Disesela (który najdłużej w tej epoce był głównym mistrzem WWF) i Razora Ramona, którzy wkrótce utworzyli grupę o nazwie New World Order, reprezentującą najeźdźców przybyłych z konkurencyjnej organizacji.

### Attitude Era (1996–2002)

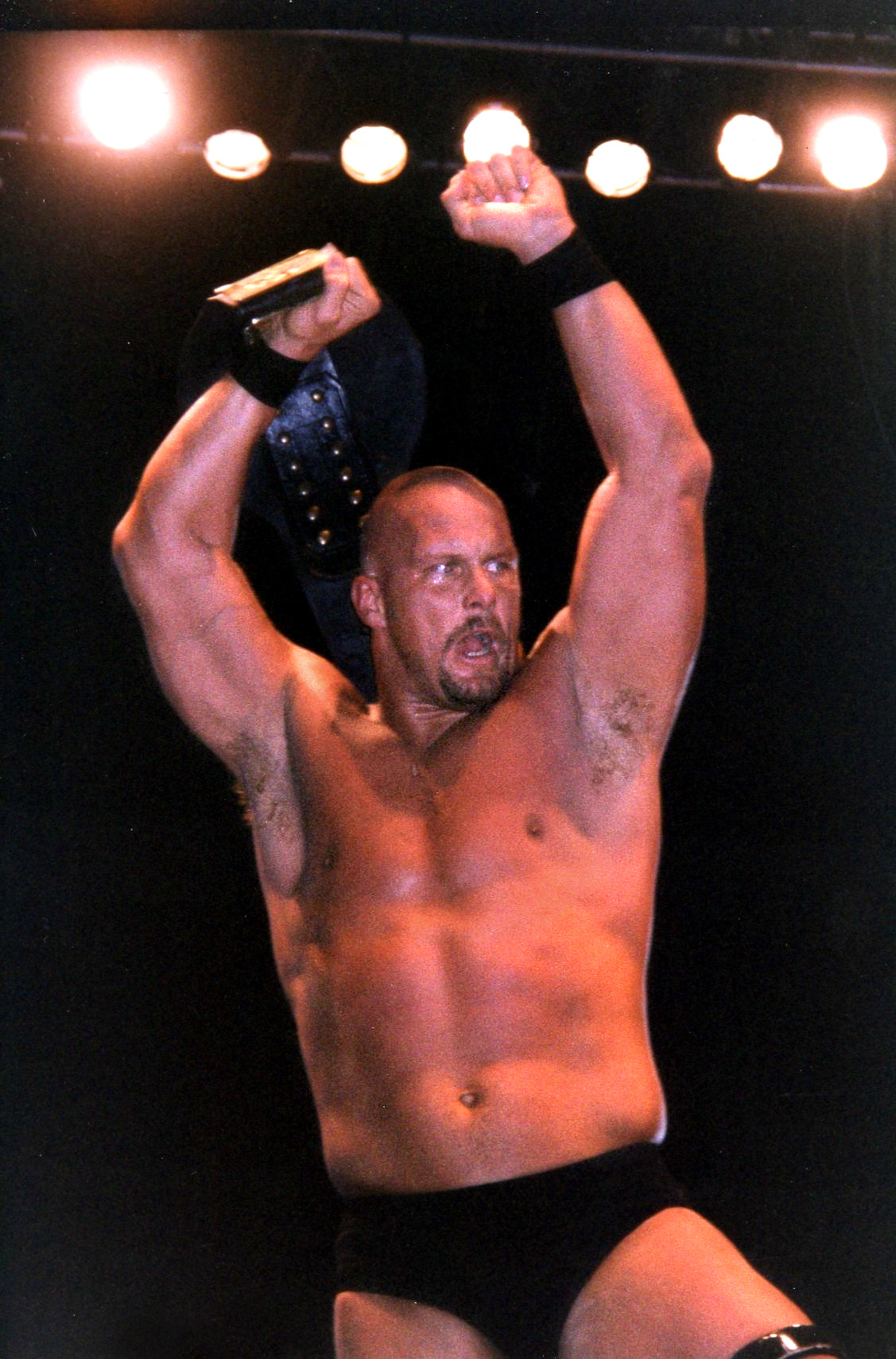
Stone Cold Steve Austin – główny zawodnik WWF w okresie Attitude Era

Attitude Era była okresem, w którym WWF miało najlepsze wyniki oglądalności w swojej historii. Wątki fabularne opierały się na brutalności oraz kontrowersjach i czasem rozwijały się kilka lat. Wrestlerzy odgrywali postacie o bardziej złożonych osobowościach, niż w poprzednich epokach. Krytycy zarzucają Attitude Era niedojrzałość i infantylizm. W celu uatrakcyjnienia wrestlingu kobiet WWF zaczęło zatrudniać modelki w roli wrestlerek i opierało żeńską dywizję na nawiązaniach do seksu. Jednym z najbardziej charakterystycznych znaków rozpoznawczych WWF stały się częste uderzenia składanym krzesłem w głowę.

#### Austin 3:16 (1996)
Według WWE Attitude Era zaczęła się 23 czerwca 1996, kiedy Stone Cold Steve Austin wygrał turniej King of the Ring, pokonując w finale Jake’a Robertsa. Po zwycięstwie wygłosił słynną przemowę, w której obraził swojego przeciwnika, nabijając się przy tym z jego religijności. Zapowiedział też, że zamierza zdobyć główne mistrzostwo organizacji. Przemowa ta przeszła do historii pod nazwą Austin 3:16. Wulgarny, brutalny i nieprzyzwoity ton wypowiedzi Austina miał odzwierciedlać ton nadchodzącej epoki, a sam Austin wkrótce stał się główną gwiazdą organizacji.

#### Zmiana podejścia do wrestlingu kobiet (1996–2002)

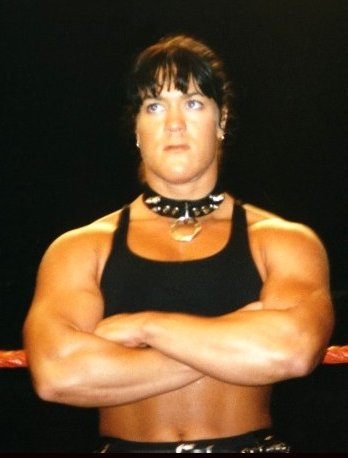
Chyna – pierwsza kobieta w WWF, która posiadała mistrzostwo z założenia przeznaczone dla mężczyzn

Po tym jak Alundra Blaze przeszła do konkurencyjnego WCW i ceremonialnie wyrzuciła mistrzostwo kobiet do kosza na śmieci przed publicznością, WWF zmieniło podejście do kobiecego wrestlingu, erotyzując go i coraz częściej zatrudniając modelki. W latach 90 kobiety w WWF zaczęły być nazywane diwami. WWE za swoją pierwszą diwę uważa Sunny. W programach często pojawiały się też będące w podeszłym wieku legendy kobiecego wrestlingu, The Fabulous Moolah i Mae Young – czasem jako mentorki, czasem jako uczestniczki walk, zazwyczaj jako postacie komiczne.
1 czerwca 1998 w odcinku Raw is War debiutowała Jacqueline. W kayfabe była dziewczyną wrestlera Marca Mero i rywalizowała z Sable, która w tej historii była w separacji z Mero. Sable pokonała Jacqueline w konkursie bikini 26 lipca na gali WWF Fully Loaded, jednak prezes WWF, Vince McMahon, zdecydował się ją zdyskwalifikować za to, że nie nosiła tradycyjnego bikini (były to dwie naklejki w kształcie dłoni naklejone na piersi), a Jacqueline została ogłoszona zwyciężczynią. Jacqueline i Mero pokonali Sable i Edge’a 30 sierpnia na gali SummerSlam. Wreszcie zdecydowano reaktywować mistrzostwo WWF Women’s Championship i wręczyć go jednej z rywalizujących zawodniczek. Jacqueline pokonała Sable w walce o tytuł i została pierwszą Afroamerykanką, która go zdobyła.
Pas WWF Women’s Championship często był broniony w nietypowych rodzajach walk, które były nastawione na podkreślenie seksualności zawodniczek. Na gali Armageddon w 1999 Miss Kitty zdobyła go pokonując Jacqueline, B.B i Ivory w walce, w której eliminacja następowała w wyniku ściągnięcia przeciwniczce sukni wieczorowej, a dzień później obroniła tytuł w walce w błocie przeciwko Tori. 22 listopada Trish Stratus obroniła tytuł pokonując Stacy Keibler w sosie.
17 października 1999 w Cleveland, w stanie Ochio, The Fabulous Moolah pokonała Ivory w walce o pas WWF World Women’s Championship. Miała wtedy 76 lat, co czyni ją najstarszym mistrzem w historii WWE, zarówno wśród kobiet, jak i mężczyzn.
31 stycznia 2000 mistrzyni kobiet The Kat stoczyła walkę o mistrzostwo w basenie wypełnionym sztucznym śniegiem przeciwko tajemniczej osobie i przegrała. Jej przeciwnikiem, który przedstawiał się jako Harvina, okazał się mężczyzna Harvie Whippleman. Mistrzostwo utracił trzy dni później, przegrywając walkę z Jacqueline w ciągu jednej minuty. Był to pierwszy i jedyny raz w historii WWE kiedy mężczyzna posiadał kobiecy tytuł, a także pierwszy raz kiedy zawodnik dowolnej płci posiadał tytuł w założeniu przeznaczony dla płci przeciwnej.
27 sierpnia 2000 miała miejsce walka typu mixed match, w której Eddie Guerrero i Chyna zmierzyli się z mistrzem Intercontinental Valem Venis i Trish Stratus. Osoba, która przypnie przeciwnika, miała wygrać mistrzostwo. Ponieważ Chyna przypięła Trish, została pierwszą kobietą w WWF, która posiadała mistrzostwo z założenia przeznaczone dla mężczyzn. Utraciła je cztery dni później przegrywając obronę tytułu z Eddiem Guerrero.
23 października Lita obroniła tytuł WWF Women’s Champion w miejsce pierwszej walce w stylu Bra and Panties match (walka, w której zwycięża zawodniczka, która rozbierze przeciwniczkę do samej bielizny), którą stoczyła przeciwko Trish Stratus.

#### Wątek z bronią palną (1997)
4 listopada w trakcie emisji Raw is War doszło do kontrowersyjnego wydarzenia, będącego jednym z pierwszych znaków zmiany charakteru programów WWF Kevin Kelly przeprowadzał na żywo wywiad z wrestlerem Brianem Pillmanem w jego własnym domu. W trakcie wywiadu wielokrotnie informował widzów, że rywal Pillmana, Stone Cold Steve Austin, był widziany w okolicy. Pillman oświadczył, że jego rodzina otrzymywała pogróżki od Austina, po czym zaprezentował widzom swój pistolet. Gdy Austin włamał się do domu, Pillman wycelował do niego z broni, ale w tym momencie zakłócenia przerwały transmisję wydarzenia. Gdy kamera znów zaczęła funkcjonować, Kevin Kelly poinformował widzów, że nikt nie został postrzelony. Kontrowersyjne wzbudzało przede wszystkim pokazanie broni palnej w telewizji i wyjątkowo wulgarny język używany w czasie segmentu. Po tym wydarzeniu oglądalność Raw is War spadła, a stacja otrzymała wiele telefonów od niezadowolonych rodziców. Prezes USA Network (stacja, która emitowała program) Kay Koplovitz osobiście upomniał prezesa WWF, Vince’a McMahona, który musiał oficjalnie przeprosić za wątek fabularny z bronią palną i zapewnić, że prawdziwa broń nie została użyta.

#### Montreal Screwjob (1997)

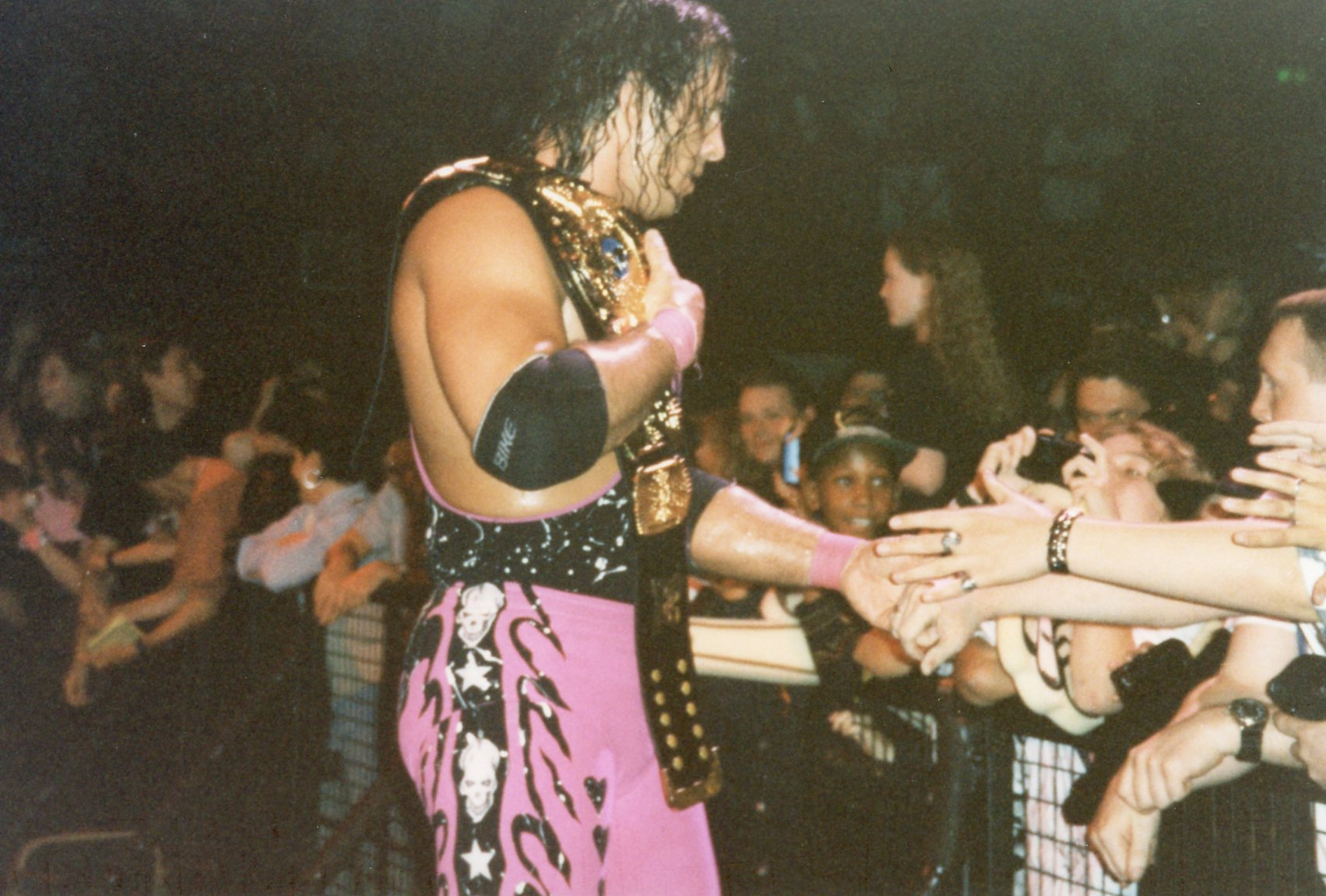
Bret Hart z pasem mistrzowskim WWF World Heavyweight Championship

9 listopada 1997 w Montrealu w Kanadzie, na gali Survivor Series, miał miejsce kontrowersyjny incydent, który przeszedł do historii jako Montreal Screwjob. Bret Hart przegrał najważniejsze mistrzostwo organizacji, WWF World Heavyweight Championship, w walce z Shawnem Michaelsem. Stało się tak mimo tego, że w rzeczywistości z Bretem Hartem ustalono inny scenariusz. Mistrz miał wygrać walkę i zrzec się tytułu w najbliższym odcinku Raw Is War. W tym okresie Bret Hart kończył pracę w WWF i miał już podpisaną umowę z konkurencyjnym WCW. Nie chciał jednak przed odejściem przegrać tytułu z Michaelsem z powodu osobistego zatargu. Nie chciał też przegrać mistrzostwa w Kanadzie, która była jego ojczyzną. W spisku przeciwko Hartowi brali udział Vince McMahon, Shawn Michaels i sędzia Earl Hebner. Zdarzenie miało duży wpływ na sposób opowiadania historii w wrestlingu. Coraz częściej stosowano tak zwane worked shooty, czyli segmenty, które miały przypominać przełamywanie czwartej ściany, choć w rzeczywistości były reżyserowane. Po tych wydarzeniach oficjalnie potwierdzono, że Vince McMahon, do tej pory znany głównie jako komentator i konferansjer, jest właścicielem WWF.
Aż do swojej emerytury w 2003 roku Stone Cold Steve Austin kilkukrotnie zdobył główne mistrzostwo organizacji i rywalizował z prezesem WWF, Vince’em McMahonem, który odgrywał rolę bezdusznego chciwego przełożonego. Czasami między zawodnikiem, a prezesem dochodziło także do walk wrestlerskich w ringu. Na swojej stronie internetowej WWE napisało, że żadne dwie osoby nie były tak popularne w tym samym czasie, co Austin i Rock. The Rock był jednym z głównych przeciwników Austina i popleczników McMahona.

#### Popularyzacja hardcore wrestlingu (1998)

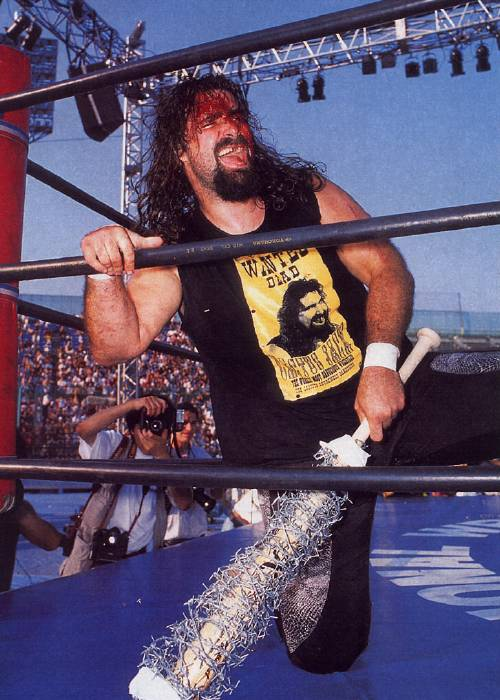
Mick Foley – popularyzator hardcore’owego wrestlingu w WWF

Innym wyróżniającym się zawodnikiem w Attitude Era był Mick Foley, wcielający się w postacie Cactus Jacka, Dude’a Love’a i Mankinda. Wielokrotnie pokazywał on, że jest w stanie znosić wyjątkowy ból dla rozrywki sportowej i wykonywał akcje uważane za niebezpieczne. Jednym z jego najsłynniejszych wyczynów był upadek z dachu klatki w trakcie walki z The Undertakerem w trakcie gali Hell in the Cell w 1998. W ten sposób Foley spopularyzował w WWF hardcore wrestling.
2 listopada 1998 utworzono specjalny tytuł mistrzowski, WWF Hardcore Championship, o który walki miały się toczyć wyłącznie na zasadach hardcore match. Pierwszym mistrzem był Mick Foley, któremu tytuł ten został wręczony. Z czasem jednak tytuł był traktowany coraz mniej poważnie. W końcu została wprowadzona zasada 24/7, zgodnie z którą walki o pas toczyły się przez cały czas, a przypięcie mogło nastąpić dosłownie w dowolnym momencie. Przez to mistrz zmieniał się czasem kilka razy dziennie. 15 maja 2000 tytuł był nawet posiadany przez cztery minuty przez prostytutkę wrestlera The Godfathera.

#### Wypadek i śmierć Owena Harta (1999)
23 maja 1999 na gali WWF Over the Edge doszło do tragicznego wypadku. Owen Hart miał walczyć z mistrzem, The Godfatherem, o pas WWF Intercontinental Championship. Odgrywał w tym czasie komiczną postać superbohatera o pseudonimie The Blue Blazer. Przed walką miał wejść na arenę spuszczając się po linie z sufitu, jednak mechanizm zatrzaskowy otworzył się, gdy wrestler był na wysokości ponad 20 metrów. Hart ucierpiał w wyniku upadku i zmarł w drodze do szpitala. Wydarzenie to wywołało wiele kontrowersji i krytyki. Rodzina zmarłego oskarżała organizację o zaniedbanie. Kontrowersje wzbudzał też fakt, że zdecydowano się kontynuować galę, choć publiczność wiedziała, że Owen Hart nie żyje, ponieważ poinformował o tym komentator Jim Ross. Wdowa po tragicznie zmarłym, Martha Hart, złożyła pozew sądowy przeciwko WWF, który zakończył się ugodą i wypłaceniem przez firmę 18 milionów dolarów.

#### Przejęcie WCW (2001)

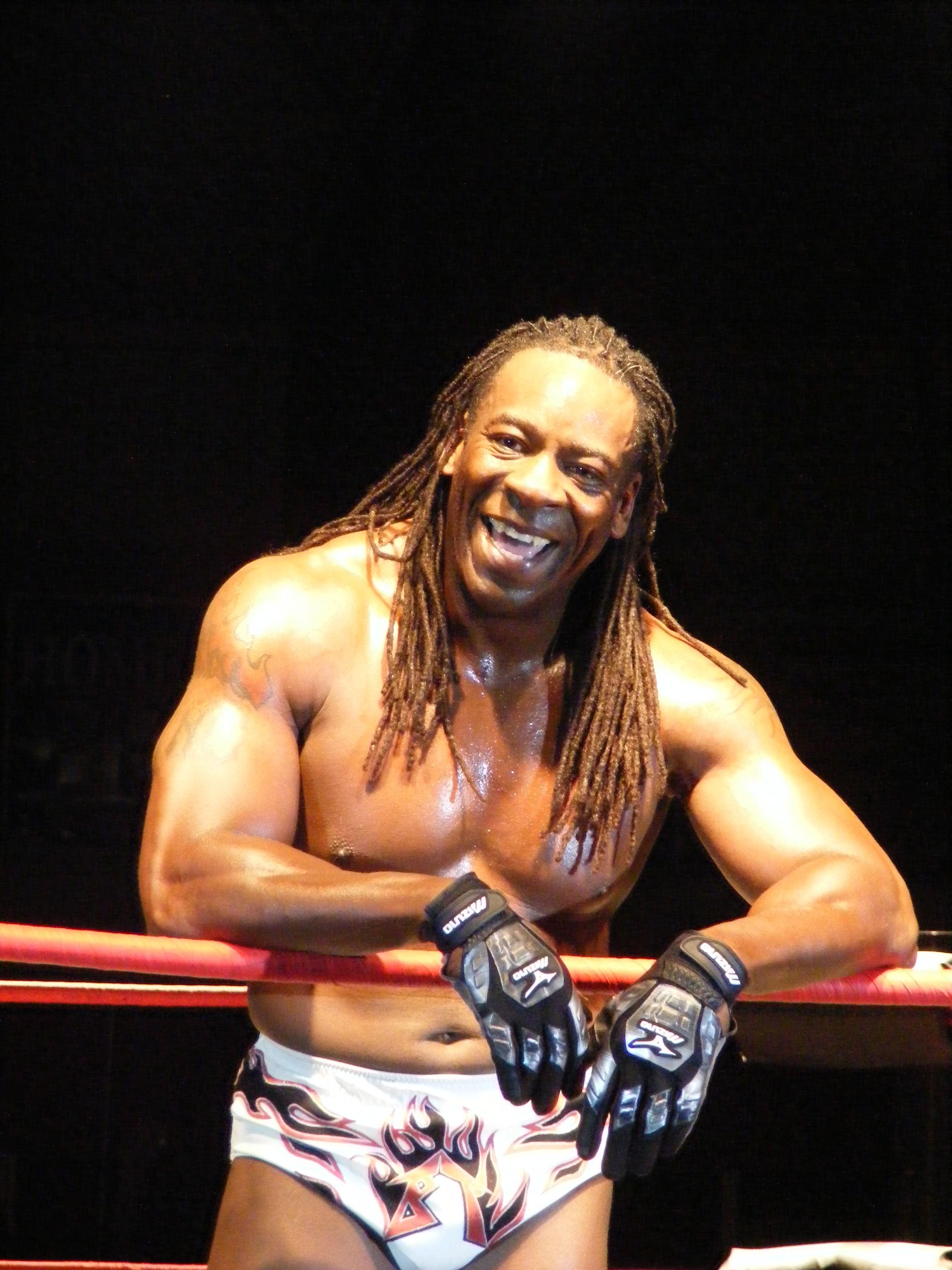
Booker T – jeden z pierwszych zawodników WCW, który dołączył do WWF po przejęciu organizacji przez konkurencję

23 marca 2001 WWF wykupiło World Championship Wrestling, swoją główną konkurencję, za 4,2 miliony dolarów. Ostatni odcinek Monday Nitro został wyemitowany 26 marca 2001. Wystąpił w nim prezes WWF Vince McMahon, który oznajmił, że został właścicielem organizacji. Część pasów WCW zostało przejętych przez WWF. Były to główne mistrzostwo WCW World Championship, drugorzędne mistrzostwo WCW United States Championship, główne mistrzostwo tag teamów WCW World Tag Team Championship oraz mistrzostwo wagi lekkiej WCW Cruiserweight Championship. Z nazw wszystkich mistrzostw odebrano jednak słowo World (światowe).
Wraz z przejęciem WCW wiązał się tak zwany wątek inwazji. Zgodnie z fabułą, dotychczasowi zawodnicy WWF i ci pochodzący z WCW mieli rywalizować ze sobą. Firmy nie było jednak stać na wykupienie wszystkich zawodników konkurencji, więc przez długi czas do personelu WWF nie dołączyły takie popularne gwiazdy, jak Hulk Hogan, Scott Steiner, Kevin Nash, Scott Hall, Ric Flair, Sting, Goldberg i Jeff Jerrett. W związku z tym w wątek zostali zaangażowani także byli zawodnicy ECW. Dawni wrestlerzy WCW i ECW utworzyli stajnię o nazwie The Alliance, której przywódcą został Stone Cold Steve Austin. W wątek inwazji wpleciona została też rywalizacja między Vince’em McMahonem i jego synem Shane’em McMahonem, który postanowił wykorzystać fakt, że to on podpisał kontrakt na przejęcie konkurencyjnej organizacji. Krytycy tego wątku uważają, że byli zawodnicy WCW zbyt często przegrywali i byli kreowani na zbyt słabych.
Finał wątku inwazji miał miejsce 18 listopada 2001 na gali Survivor Series. W walce wieczoru pięcioosobowa drużyna WWF (Chris Jericho, Big Show, Kane, The Rock i The Undertaker) pokonała drużynę The Alliance (Booker T, Kurt Angle, Rob Van Dam, Shane McMahon i Stone Cold Steve Austin) dzięki zdradzie Kurta Angle z drużyny The Aliance, który okazał się tajnym współpracownikiem Vince’a McMahona. Na tej samej gali mistrzostwo drużynowe WCW Tag Team Championship zostało zdobyte przez The Dudley Boyz (Bubba Ray i D-Von) i zunifikowane z WWF Tag Team Championship, a mistrzostwo WWF Light Heavyweight Championship zlikwidowane i zastąpione przez przejęte od WCW Cruiserweight Championship.
9 grudnia 2001 Chris Jericho zdobył pas WCW Championship na gali Vengeance i zunifikował go z WWF Championship, tworząc w ten sposób mistrzostwo o nazwie Undisputed WWF Championship.

#### Inne wydarzenia
26 lutego 1997 utworzone zostało mistrzostwo WWF European Championship, które miało być ekskluzywne dla gal mających miejsce w Europie. Inauguracyjnym mistrzem był British Bulldog. Po tym jak tytuł został przejęty przez Shawna Michaelsa 20 września, zaczął być częściej broniony w Stanach Zjednoczonych.
7 grudnia 1997 WWF ustanowiło mistrzostwo dla zawodników wagi lekkiej, WWF Light Heavyweight Championship. Pierwszym jego posiadaczem był zwycięzca specjalnego turnieju, Taka Michinoku.
21 maja 1998 została uruchomiona strona internetowa organizacji, WWF.com.
19 października 1999 WWF debiutowało na giełdzie papierów wartościowych. Pierwsza zanotowana cena akcji wynosiła 30,50$, a w dniu debiutu firma sprzedała 22 milionów akcji.

## World Wrestling Entertainment (od 2002)

### Zmiana nazwy (2002)
W 2002 fundacja charytatywna World Wide Fund for Nature oskarżyła World Wrestling Federation o naruszenie umowy z 1994, dotyczącej zezwolenia na używanie akronimu WWF, i wniosła sprawę do sądu. Sąd odebrał organizacji wrestlingu prawo do używania skrótowca, w związku z czym organizacja postanowiła zmienić nazwę na World Wrestling Entertainment. W kolejnych latach wypracowano różne ugody, które pozwoliły WWE na używanie akronimu WWF w materiałach archiwalnych.

### Ruthless Agression Era (2002–2008)
Pierwszą oznaką nadejścia Ruthless Aggression Era był segment promocyjny w odcinku WWE Raw z 24 lipca 2002. Vince McMahon oświadczył przed publicznością i zgromadzonymi wokół niego wrestlerami, że stał się biznesmenem odnoszącym sukcesy dzięki bezwzględnej agresji (ang. Ruthless Aggression) i tej samej agresji oczekuje od swoich zawodników. Termin bezwzględna agresja był od tej pory często powtarzany w programach WWE. Zgodnie z zapowiedzią, zarówno ton, jak i styl walk w tej erze stały się bardziej intensywne i brutalne.

#### Podział na brandy (2002)

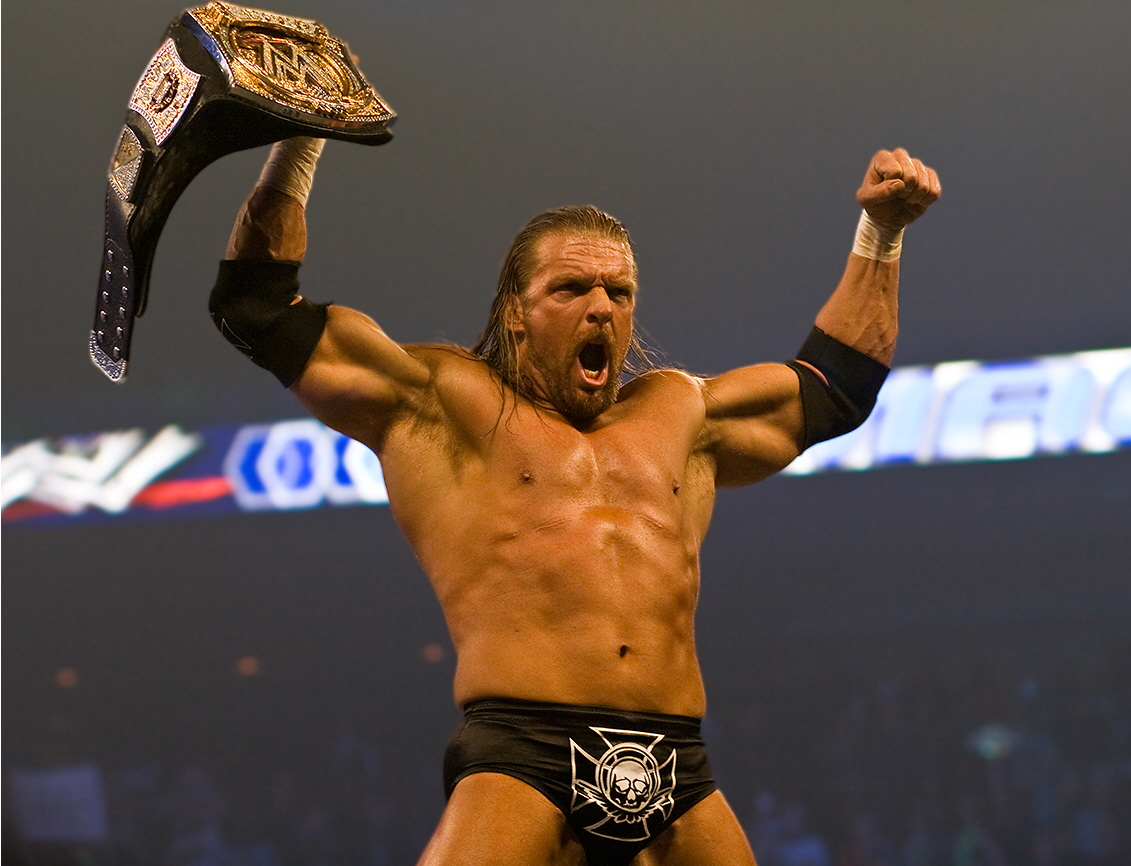
Triple H – inauguracyjny i najdłużej panujący mistrz World Heavyweight

W związku z rozszerzeniem personelu WWE po przejęciu WCW, firma zarządziła podział franczyzy, aby dać wszystkim pracownikom podobne szanse i czas antenowy. Nowe brandy zostały nazwane po programach telewizyjnych, do których zostały przypisane: SmackDown i Raw. Przydzielenie personelu do każdego programu nastąpiło na pierwszym w historii WWE Draft, który miał miejsce 25 marca 2002 roku na Raw.
5 czerwca 2002 mistrzostwo WWE Hardcore zostało zlikwidowane. Mistrzostwo WWE zostało przydzielone do WWE SmackDown, a 2 września 2002 specjalnie dla WWE Raw powstał tytuł World Heavyweight. Mistrzostwo World Tag Team zostało przejęte przez Raw, więc na potrzeby Smackdown utworzono WWE Tag Team Championship.

#### Śmierć Eddiego Guerrero (2005)

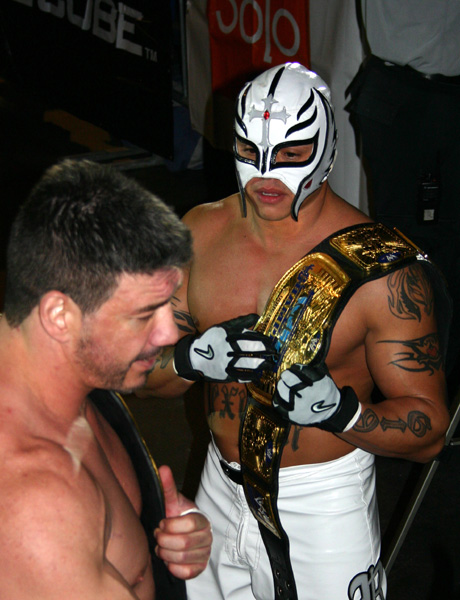
Eddie Guerrero (z lewej) i Rey Mysterio (z prawej)

13 listopada 2005, w wieku 38 lat, Eddie Guerrero, zmarł na zawał mięśnia sercowego doznany z powodu miażdżycy. Wcześniej, w swojej autobiografii Cheating death, stealing life: the Eddie Guerrero story, Guerrero przyznał, że w przeszłości był uzależniony od alkoholu i narkotyków oraz przyjmował duże dawki sterydów anabolicznych. Ponieważ był popularnym wrestlerem i zmarł nagle będąc w dobrej kondycji fizycznej, jego śmierć przykuła szczególną uwagę fanów i mediów takich jak The New York Times, czy Fox News Channel.
Kontrowersje wzbudzał fakt, że WWE postanowiło wykorzystać śmierć Guerrero w swoich wątkach fabularnych. 29 listopada 2005 Randy Orton w trakcie walki z The Undertakerem zniszczył lowrider, którym Eddie Guerrero często ceremonialnie wjeżdżał na arenę. Następnie, będąc mistrzem WWE, Orton powiedział pretendentowi do tytułu i wieloletniemu przyjacielowi zmarłego wrestlera, Reyowi Mysterio, że Guerrero nie jest w Niebie, tylko w Piekle. W historię zaangażowana była także wdowa po zawodniku, Vickie Guerrero, która odgrywała rolę heela. Sposób, w jaki WWE odnosiło się do śmierci Eddiego Guerrero w wątkach fabularnych krytykował między innymi przez Micka Foley, który był związany z organizacją przez wiele lat.
Śmierć Eddiego Guerrero przyczyniła się do decyzji WWE o wprowadzeniu polityki wellness 27 lutego 2006.

#### Brand ECW (2004–2008)
W 2004 WWE kupiło od sądu upadłościowego wszystkie aktywa popularnej w latach 90. organizacji Extreme Championship Wrestling (ECW), która słynęła z organizowania walk hardcorowych. WWE wyprodukowało film dokumentalny poświęcony ECW, The Rise and Fall of ECW, a 12 czerwca 2005 zorganizowało galę tematyczną One Night Stand z udziałem byłych zawodników ECW, takich jak The Dudley Boyz, Tommy Dreamer i The Sandman.
13 czerwca 2006 utworzony został trzeci brand, obok Smackdown i Raw, o nazwie ECW, który był traktowany jako kontynuacja upadłej organizacji. Odcinki ekskluzywnego programu brandu były emitowane w telewizji Syfy. Managerem generalnym został Paul Heyman. Utworzone zostało też ekskluzywne mistrzostwo ECW World Championship. Pierwszym jego posiadaczem był Shane Douglas, który zdobył je pokonując Tazza, Deana Malenko i 2 Cold Scorpio w walce typu Fatal 4-way.

#### Polityka Wellness (2006)
27 lutego 2006, w odpowiedzi na pokłosie po śmierci wrestlera Eddiego Guerrero rok wcześniej, WWE wprowadziło politykę wellness, której celem było zwalczanie narkomanii i stosowania sterydów wśród członków personelu firmy. Zgodnie z nową polityką, firma zaczęła między innymi przeprowadzać losowe kontrole antydopingowe. Kolejne poprawki zostały wprowadzone w 2009, 2010, 2011 i 2012.

#### Sprawa Chrisa Benoit (2007)
25 czerwca 2007 popularny wrestler Chris Benoit zamordował swoją żonę, Nancy Benoit, i syna, Daniela Benoit, po czym popełnił samobójstwo wieszając się przy pomocy maszyny do ćwiczeń. Przy ciele każdej z ofiar znaleziono biblię. W mieszkaniu rodziny Benoit znaleziono też koktajl przygotowany z leków na receptę i sterydów anabolicznych.
Media spekulowały, że Benoit dopuścił się morderstwa pod wpływem narkotyków, sterydów lub częstych urazów w głowę. Chirurdzy przeprowadzający sekcję potwierdzili, że miał uszkodzony mózg. WWE odcięło się od zmarłego wrestlera i od tego czasu stara się o nim nie wspominać w swoich nowszych materiałach.
Głośna tragedia przyczyniła się do wielu zmian w organizacji. Z czasem budowa ciał zawodników zatrudnianych przez WWE stała się bardziej stonowana. Ograniczono sytuacje, w których wrestlerzy mogli doznać urazu głowy, w tym częste i charakterystyczne dla WWE ciosy składanym krzesłem. Starano się też aby w czasie walk nie dochodziło do krwawienia. Rozgłos medialny, śledztwo policyjne i konieczność wygłaszania publicznych oświadczeń związanych ze sprawą pozbawiło WWE wielu aspektów tajemniczości, które odgrywały dużą rolę w ówczesnym charakterze rozrywki sportowej.

### PG Era (2008–2014)

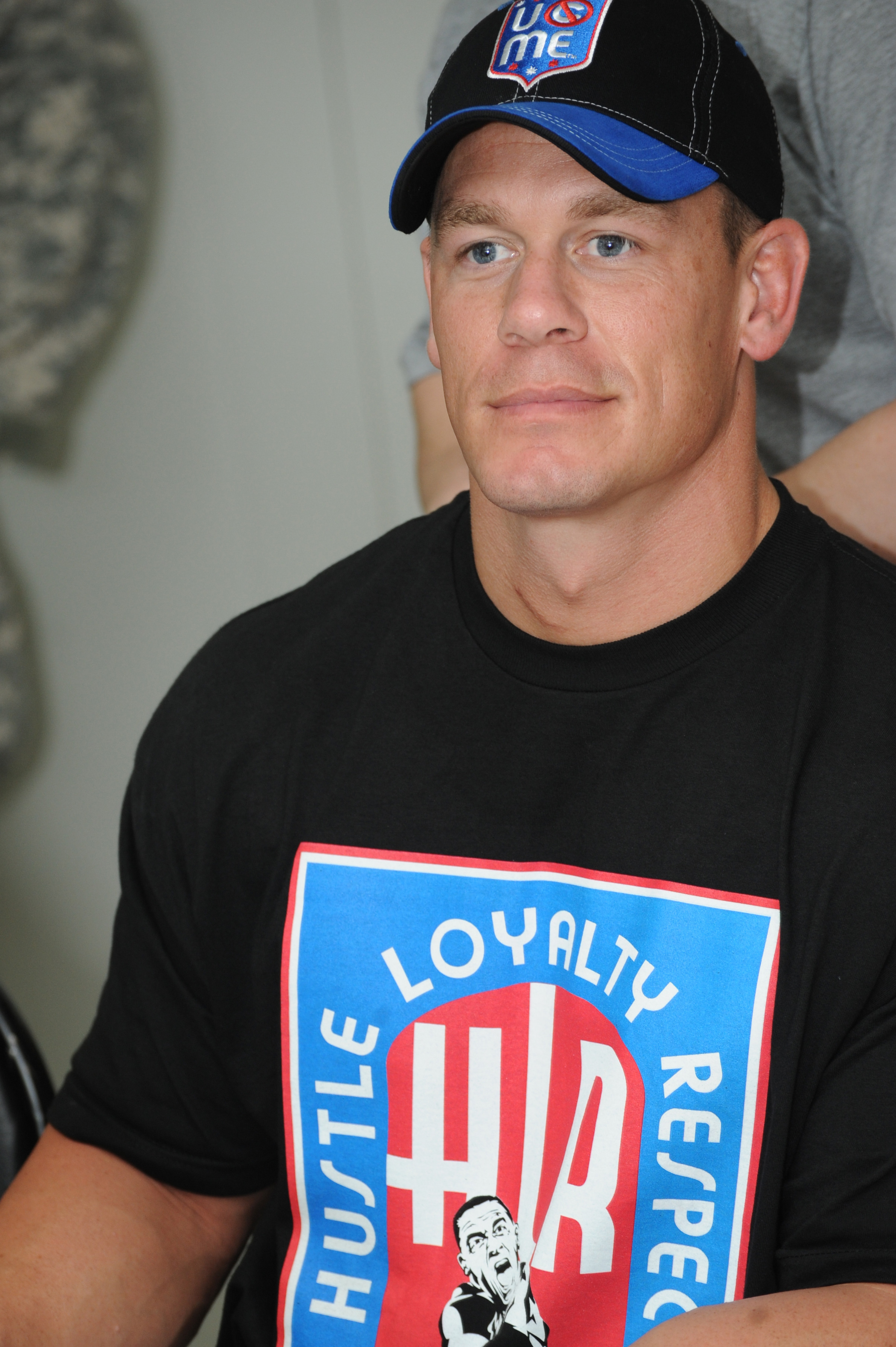
John Cena – wielokrotny i wieloletni posiadacz różnych tytułów oraz uczestnik każdej WrestleManii od 2004 do 2018, był głównym zawodnikiem organizacji w okresie PG Era

22 lipca 2008 WWE wydało oświadczenie o tym, że stowarzyszenie TV Parental Guidelines zmieniło kategorię wiekową dla programów telewizyjnych WWE na PG, czyli zalecany nadzór rodzicielski. Organizacja wprowadziła zauważalne zmiany aby osiągnąć tę kategorię i się w niej utrzymać. Stonowano brutalność i seksualizm. Przekleństwa, wulgaryzmy i krew od tej pory pojawiały się w głównych programach bardzo rzadko. Postawiono większy nacisk na promowanie pozytywnych wartości. Era ta charakteryzowała się częstymi gościnnymi prowadzącymi oraz dominacją i częstymi zwycięstwami zawodnika Johna Ceny. Analitycy za powody przyjęcia przez firmę familijnego formatu często wskazują kampanię wyborczą do Senatu Stanów Zjednoczonych żony prezesa WWE, Lindy McMahon, a także kontrowersje związane z tragedią wrestlera Chrisa Benoit, który zamordował swoją rodzinę i popełnił samobójstwo. Sekcja wykazała, że Benoit miał uszkodzony mózg, a za przyczynę tego stanu podejrzewano między innymi narkotyki, sterydy i częste urazy głowy.

#### Nowe gale pay-per-view (2009–2010)
W latach 2009–2010 WWE zwiększyło liczbę corocznych gal pay-per-view, w tym o gale tematyczne. 7 czerwca 2009 odbyła się pierwsza gala WWE Extreme Rules, na której walki odbywały się zgodnie z zasadami hardcore match. 13 grudnia 2009 odbyła się pierwsza gala WWE TLC: Tables, Ladders & Chairs, na której walki odbywały się zgodnie z zasadami Tables, Ladders and Chairs match. 21 lutego 2010 odbyła się pierwsza gala WWE Elimination Chamber, której głównym wydarzeniem była walka typu Elimination Chamber. W walkach typu Elimination Chamber wrestlerzy WWE walczą zwykle o mistrzostwo lub prawo do walki o mistrzostwo. 18 lipca 2010 odbyła się pierwsza gala WWE Money in the Bank. Na tej gali co roku odbywa się walka Money in the Bank ladder match, w której główną nagrodą jest walizka z kontraktem, którą można przekazać sędziemu w dowolnym momencie w trakcie dowolnej gali, co powoduje rozpoczęcie walki o tytuł ze wskazanym mistrzem.

#### Koniec ECW (2010)
16 lutego 2010 wyemitowany został ostatni odcinek ECW. Ezekiel Jackson, któremu towarzyszył manager William Regal, pokonał Christiana w walce o ECW Championship na zasadach Extreme Rules Match. Wraz z ostatnim odcinkiem cały brand, wraz z mistrzostwem, został zlikwidowany.

#### Początki NXT (2010–2014)

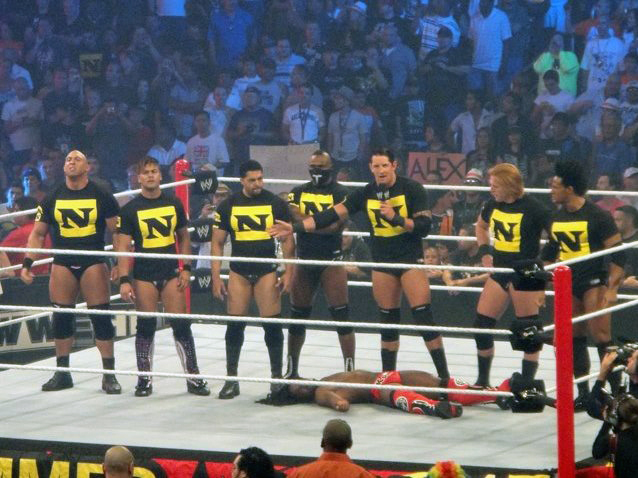
Grupa The Nexus na gali SummerSlam w 2010;
Od lewej: Skip Sheffield, Justin Gabriel, David Otunga, Michael Tarver, Wade Barrett, Heath Slater i Darren Young

W 2010 uruchomiony został program WWE NXT, który do 2012 miał formę reality show, w którym uczestnicy rywalizowali o kontrakt zawodowy z WWE.
7 czerwca 2010 aby przyciągnąć większą uwagę, zwycięzca pierwszego sezonu NXT Wade Barrett, pojawił się na gali Raw w trakcie walki Johna Ceny i CM Punka. Niespodziewanie wtargnął na ring, a za nim inni uczestnicy minionego sezonu NXT: David Otunga, Justin Gabriel, Heath Slater, Darren Young, Skip Sheffield, Daniel Bryan i Michael Traver. Mieli oni takie same żółte opaski na ramionach z czarną literą N. Pobili Cenę i Punka oraz zespół komentatorski, a także zniszczyli ring i jego okolice (podłogę, sprzęt do nagrywania, stoły komentatorskie). Tak debiutowała grupa The Nexus.
Po 2012 NXT stało się osobnym brandem, nastawionym na rozwój zawodników przygotowywanych do występów w Smackdown i Raw. Od tego momentu NXT zaczęło organizować gale bez elementów reality show. 20 czerwca pierwszym managerem generalnym brandu został Dusty Rhodes. Z czasem powstały też pasy mistrzowskie ekskluzywne dla NXT. Pierwszym było główne mistrzostwo, NXT Championship, którego pierwszym posiadaczem od 29 sierpnia 2012 był Seth Rollins. 24 lipca 2013 Paige została pierwszą posiadaczką ekskluzywnego mistrzostwa kobiet, NXT Women’s Championship. 13 lutego 2013 tag team British Ambition zdobył nowo utworzone mistrzostwo NXT Tag Team Championship.
27 lutego 2014 NXT wyemitowało swoją pierwszą galę pay-per-view, NXT Arrival. Była to także pierwsza gala wrestlingu emitowana na żywo za pośrednictwem WWE Network.

#### Lato Punka (2011)

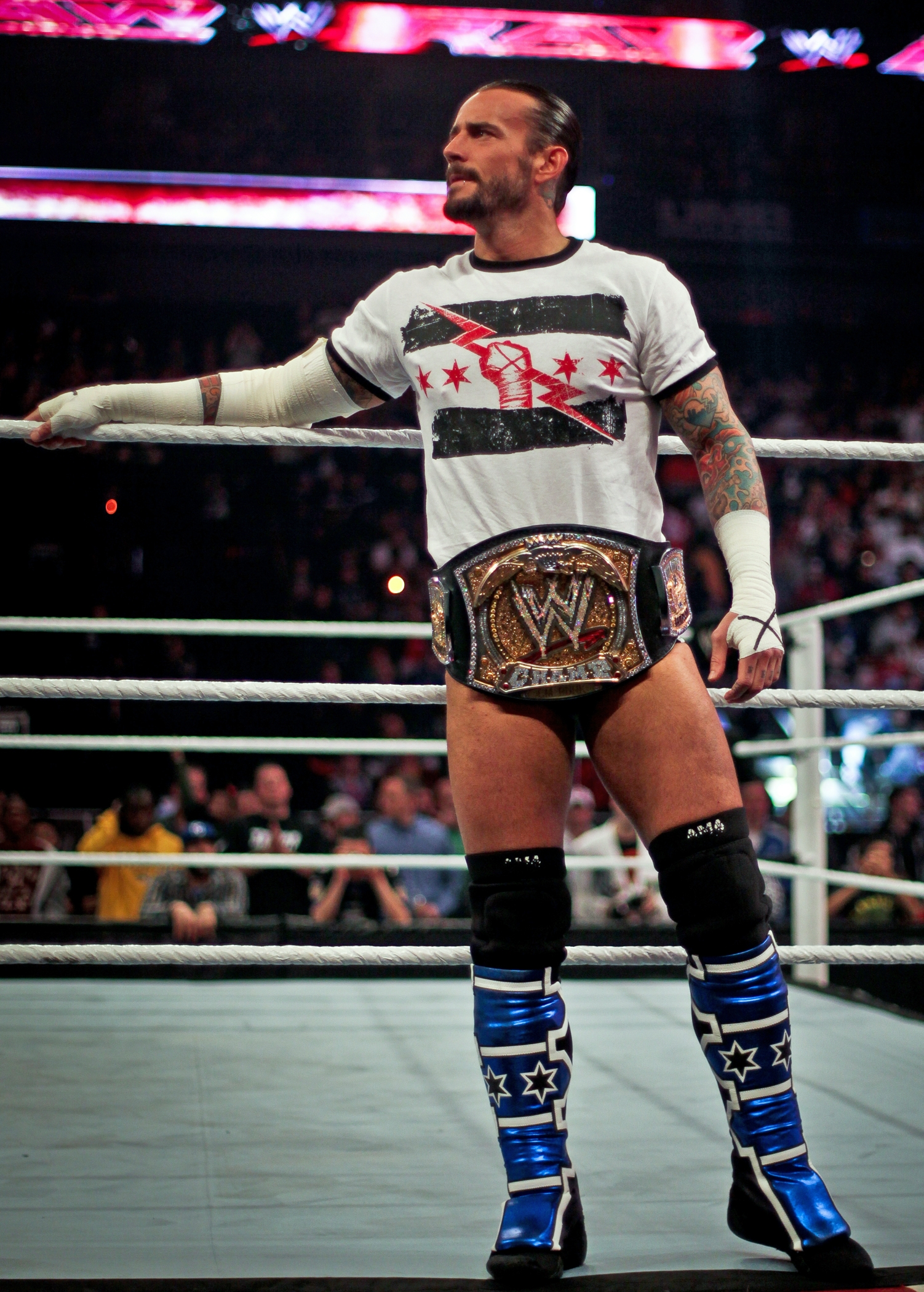
CM Punk – główny mistrz WWE, którego pojedyncze panowanie mistrzowskie trwało najdłużej w historii WWE po 1988 (gdy Hulk Hogan zakończył swoje pierwsze panowanie)

27 czerwca 2011 wrestler CM Punk, którego kontrakt był bliski wygaśnięcia, interweniował w walkę Johna Ceny i R-Trutha w odcinku Raw. Po tym jak dzięki niemu R-Truth pokonał przeciwnika, Punk usiadł w wejściu na arenę i wygłosił przez mikrofon znamienną przemowę. Był to worked shoot, Punk wygłaszał swoje prywatne opinie i przełamywał czwartą ścianę. Skrytykował firmę za to, że John Cena kreowany jest na najlepszego zawodnika. Oskarżył Cenę, Hulka Hogana i The Rocka o lizusostwo. A prezesowi organizacji, Vince’owi McMahonowi, zarzucił nepotyzm i otaczanie się ludźmi, którzy są wobec niego zbyt bezkrytyczni. Punk przełamał też wykreowane przez WWE tabu wspominając byłych członków personelu, promując konkurencję, używając wulgarnego języka i wypowiadając słowo wrestler.
Przemowa CM Punka pokrywała się z krytyką, z jaką często spotykało się WWE ze strony fanów w tym okresie. Dlatego została entuzjastycznie przyjęta przez publiczność. W kayfabe CM Punk zdobył główne mistrzostwo organizacji, WWE Championship, a następnie opuścił organizację. Vince McMahon został za to zwolniony przez zarząd i zastąpiony swoim zięciem, Triple H-em. Punk powrócił jednak do WWE, a gdy po raz drugi zdobył główne mistrzostwo, posiadał je przez około dwa lata, do 2013. Wydarzenia z 2011 przeszły do historii jako Summer of Punk (pol. Lato Punka).

#### Koniec podziału na brandy (2011)
Pierwszy okres podziału organizacji zakończył się 29 sierpnia 2011 roku, kiedy dyrektor operacyjny Triple H ogłosił, że gwiazdy ze Smackdown zaczną od tego momentu występować także w Raw. Wkrótce wszyscy wrestlerzy zaczęli pojawiać się w obu programach. WWE Draft nie miało miejsca w latach 2012–2015. Przyczyną zakończenia podziału była chęć swobodniejszego przepływu treści pomiędzy telewizją i platformą internetową.

#### Inne wydarzenia

Logo telewizji internetowej WWE Network, utworzonej w 2014

22 lipca 2002 Rob Van Dam zunifikował Intercontinental Championship i European Championship.
Od 6 do 16 maja 2004 wrestlerka Jacqueline posiadała mistrzostwo wagi lekkiej, WWE Cruiserweight Championship. Zdobyła je wygrywając walkę z poprzednim mistrzem, Chavo Guerrero, ale utraciła przegrywając walkę rewanżową. Był to pierwszy raz kiedy kobieta w WWE zdobyła mistrzostwo wagi lekkiej, ale drugi raz kiedy kobieta posiadała ten pas (wcześniej, gdy był sankcjonowany przez WCW, posiadała go Madusa).
22 lipca 2007 mistrzostwo WWE Cruiserweight Championship zdobył Hornswoggle, a 28 września zostało ono zlikwidowane za kulisami
20 lipca 2008 utworzone zostało nowe mistrzostwo diw (kobiet), WWE Divas Championship. Pierwszą posiadaczką została Michelle McCool. 19 września 2010, w trakcie swojego drugiego panowania, McCool zunifikowała pas WWE Women’s Championship z mistrzostwem diw.
10 marca 2009 na gali WrestleMania XXV miała miejsce historyczna walka typu Battle Royal, w której wzięły udział ówczesne i byłe zawodniczki WWF, takie jak Joy Giovanni, Miss Jackie, Molly Holly, Sunny, Victoria i Torrie Wilson. Zwyciężczyni miała otrzymać tytuł Miss WrestleMania. Battle Royal wygrał Santino Marella przebrany za kobietę, który przedstawił się jako Santina Marella, siostra Santino. 22 czerwca 2009, będący tymczasowo prezesem WWE w kayfabe Donald Trump, zwolnił Marellę, a tytuł Miss WrestleMania został zlikwidowany.
5 kwietnia 2009 mistrzostwo World Tag Team Championship zostało zunifikowane z WWE Tag Team Championship przez Carlito i Primo. Od tego momentu oba mistrzostwa były nazywane Unified WWE Tag Team Championship. Oficjalnie World Tag Team Championship zostało zlikwidowane 26 kwietnia 2010.
24 lutego 2014 uruchomiona została telewizja internetowa WWE Network.

### Reality Era (2014–2016)

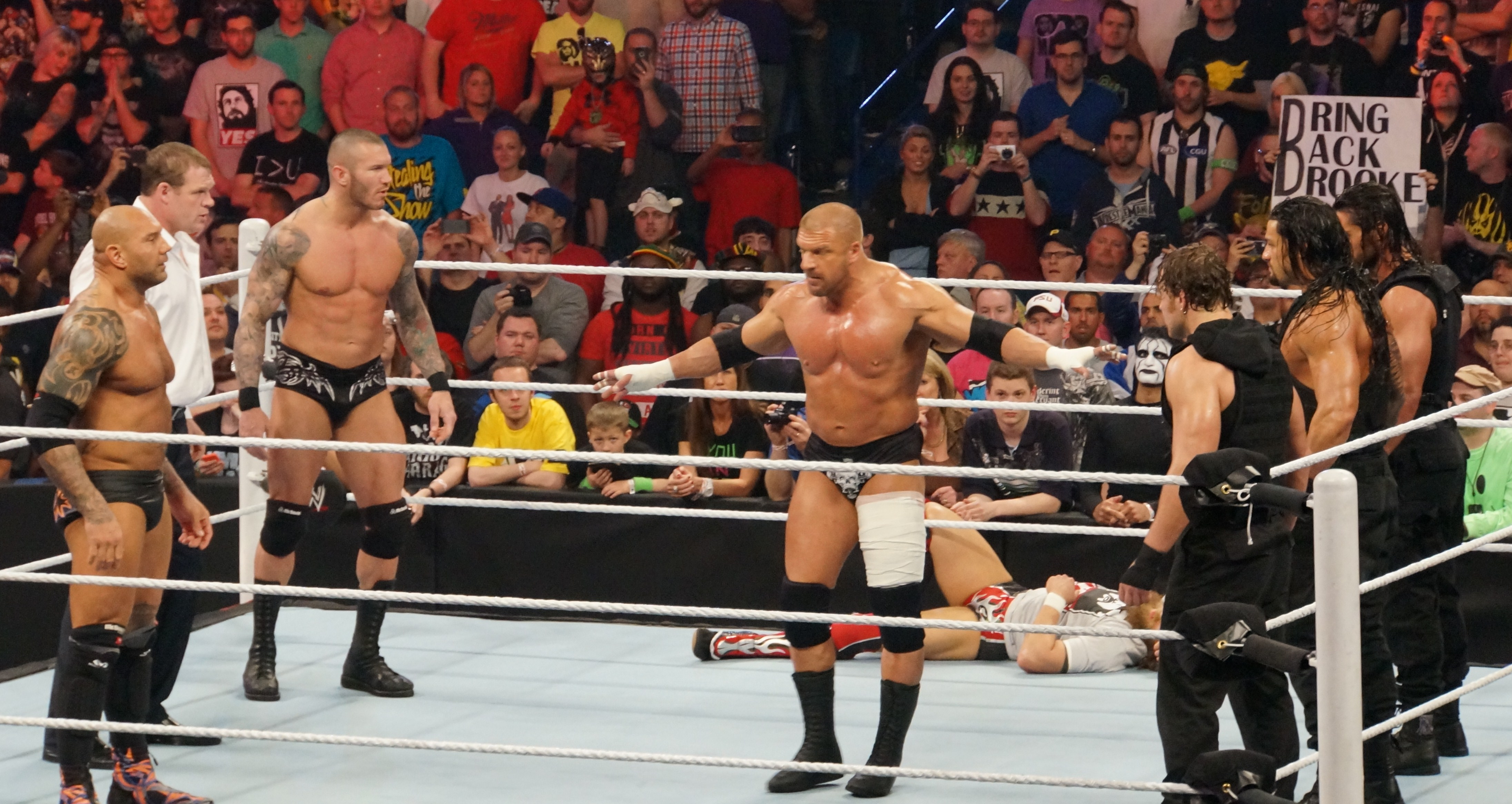
Pojedynek między tag teamami The Evolution i The Shield

Reality Era wyróżniała się przede wszystkim zmianą stylu walk wrestlerskich. Miały one z założenia wyglądać bardziej realistycznie i przypominać walki MMA. Firma zaczęła w większym stopniu opierać swoje decyzje dotyczące organizacji na opiniach swoich fanów, którzy byli bardziej świadomi praktyk biznesowych WWE, niż kiedykolwiek wcześniej.
Reality Era rozpoczęła się 24 marca 2014. W segmencie promocyjnym w odcinku WWE Raw Michael Cole przeprowadzał wywiad z byłym mistrzem WWE i ówczesnym wiceprezesem wykonawczym do spraw talentu, wydarzeń na żywo i kreatywności, Triple H-em. Wiceprezes skrytykował publiczność za apatię, brak ambicji i miękkość. Oświadczył, że w związku z tym zamierza powrócić do walk w ringu i w czasie WrestleManii przerwać starania ulubieńca publiczności, Daniela Bryana, o główne mistrzostwo WWE. Nazwał ten moment początkiem nowej ery o nazwie Reality Era.

### New Era (od 2016 do 2021)
W 2016 WWE ogłosiło początek epoki New Era, a gala Payback z 1 maja zawczasu została nazwana pierwszą galą pay-per-view w nowej erze. Jedną z głównych zmian w New Era był powrót do podziału WWE na brandy. SmackDown i Raw zaczęły być traktowane jak dwie oddzielne franczyzy. Miały różne: personel, programy telewizyjne, komisarzy, menedżerów generalnych i specjalne gale pay-per-view. Rozwiązano grupę The Authority. Utworzono dywizję wagi lekkiej, a należący do niej zawodnicy mogli się starać o ekskluzywne mistrzostwo WWE Cruiserweight Championship. Zmieniono podejście do wrestlingu kobiet, podnosząc tym samym jego rangę w organizacji. Położono większy nacisk na jakość walk wrestlerskich pod względem atletycznym i akrobatycznym. Po długiej przerwie na galach znowu zaczęli pojawiać się jobberowie i zwiększyła się liczba squash matchów.
New Era to okres, kiedy firma WWE odnotowała najwyższe dochody w swojej historii. W 2017 wynosiły one rekordowe 800.96 milionów dolarów amerykańskich. Jednocześnie programy WWE miały najniższą oglądalność w historii. 9 lipca 2018 odcinek WWE Raw miał rekordowo niską oglądalność 2,470 milionów osób.

#### Przełom w wrestlingu kobiet (od 2016)

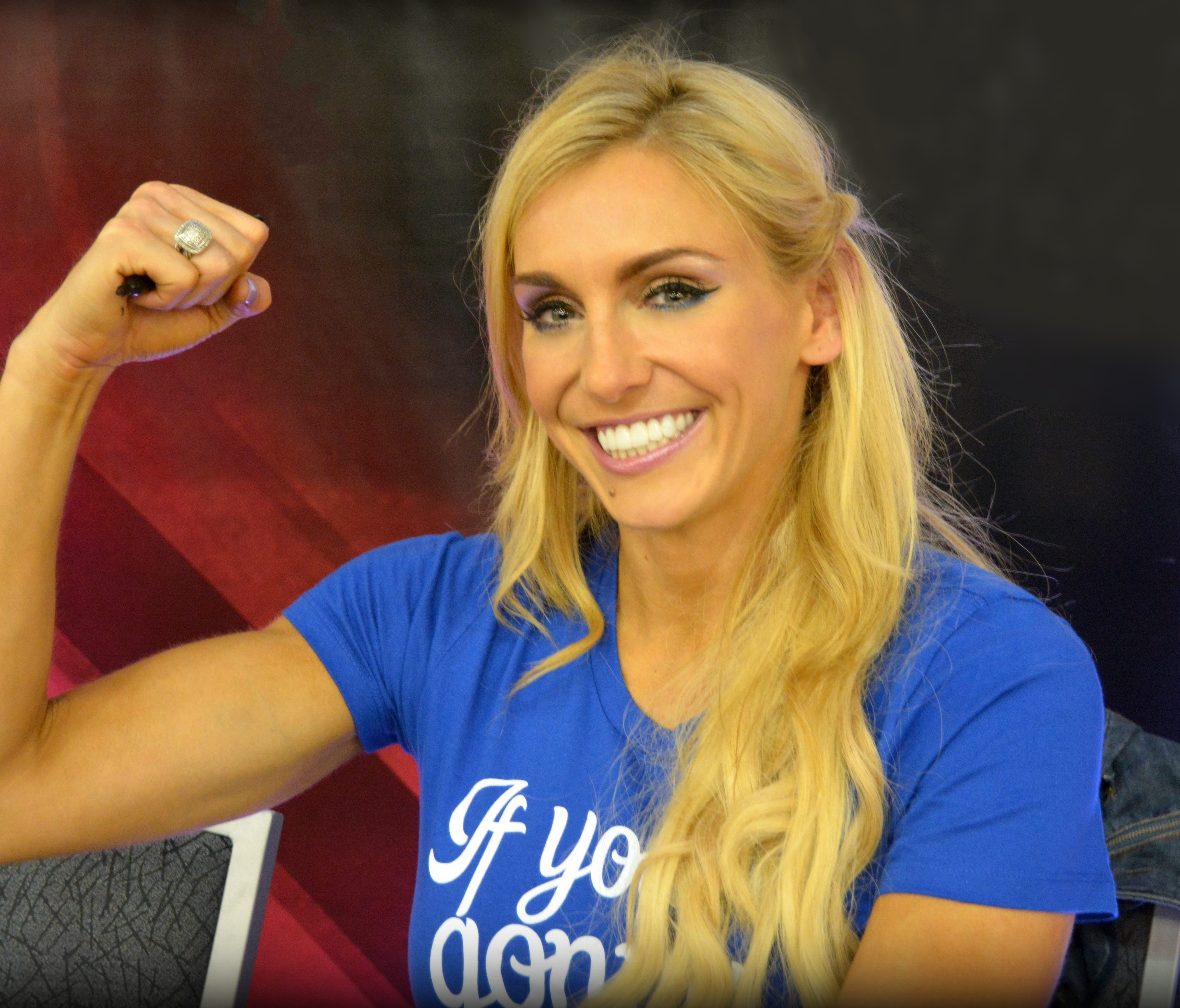
Charlotte Flair – pierwsza posiadaczka WWE Women’s Championship, a także posiadaczka WWE Raw Women’s Championship i WWE SmackDown Women’s Championship w różnych okresach

23 lutego 2015 w odcinku Monday Night Raw miała miejsce walka pomiędzy bliźniaczkami Bella i tag teamu Paige-Emma. Walka trwała 29 sekund, co wywołało oburzenie publiczności. Fani, którzy nie byli zadowoleni z poziomu wrestlingu kobiet w WWE rozpowszechnili na Twitterze tag #GiveDivasAChance (pl. dajcie diwom szansę). Zarząd WWE szybko zareagował, zapowiadając zmiany w najbliżej przyszłości. 3 kwietnia 2016, na gali WrestleManią 32 wystąpiła należąca do galerii sław WWE Hall of Fame była wrestlerka Lita, która oświadczyła, że termin diva przestanie od tej pory być używany, a pas WWE Divas Championship zostanie zlikwidowany. Tego dnia Charlotte, Becky Lynch i Sashą Banks walczyły o nowo utworzone mistrzostwo WWE Women’s Championship. Zwyciężyła Charlotte Flair.
30 października 2016 Charlotte i Sasha Banks zmierzyły się w walce typu Hell in a Cell na gali Hell in a Cell. Była to pierwsza walka zawodniczek WWE w klatce, a także pierwszy raz kiedy walka zawodniczek WWE była głównym wydarzeniem gali pay-per-view. 12 lutego 2017 na gali Elimination Chamber kobiety po raz pierwszy zmierzyły się w walce typu Elimination Chamber. Alexa Bliss obroniła w niej swój tytuł. 18 czerwca 2017 na gali Money in the Bank odbyła się pierwsza kobieca walka Money in the Bank ladder match. Zwyciężczyni Carmella posiadała walizkę (będącą nagrodą w money in the Bank ladder match) najdłużej ze wszystkich zawodników w historii, zarówno kobiet, jak i mężczyzn. Od 13 lipca do 12 września 2017 trwał turniej Mae Young Classic dla kobiet spoza WWE. Jego zwyciężczyni, Kairi Sane, została później przyjęta do NXT. Od 16 stycznia do 3 kwietnia 2018 trwał inny turniej z udziałem kobiet, WWE Mixed Match Challenge. W tym turnieju walki odbywały się na zasadach mixed match. 28 stycznia 2018 na gali Royal Rumble miała miejsce pierwsza walka Royal Rumble z udziałem kobiet. Wzięło w niej udział wiele zawodniczek z różnych epok z przeszłości: Lita, Torrie Wilson, Molly Holly, Michelle McCool, Vickie Guerrero, Kelly Kelly, Jacqueline, Beth Phoenix, Brie Bella i Trish Stratus. Zwyciężczynią została Asuka, która do tego momentu od 2015 nie przegrała ani jednej walki.
W 2018 do WWE dołączyła Ronda Rousey, judoczka, multimedalistka i była mistrzyni mieszanych sztuk walki w UFC, która w tamtym momencie słynęła z szybkiego kończenia walk, wieloletniej passy zwycięstw i jednego z najdłuższych panowań mistrzowskich w historii UFC, zarówno wśród kobiet, jak i mężczyzn. Rousey była kreowana na bardzo silną wrestlerkę. W czasie swojego ceremonialnego zakontraktowania podniosła Triple H-a i cisnęła nim o stół, który się przełamał. Na gali WrestleMania 34 ona i Kurt Angle zmierzyli się ze Stephanie McMahon i Triple H-em w walce na zasadach mixed match, jednak zgodnie z poleceniem Triple H-a zasady zostały nagięte w trakcie, przez co dochodziło do konfrontacji między nim, a debiutującą wrestlerką. Walkę wygrali Rousey i Angle.
28 października 2018 roku WWE zorganizowało swój pierwszy całkowicie kobiecy pay per view, WWE Evolution, w którym odbył się bardzo ceniony Last Woman Standfing match pomiędzy Becky Lynch i Charlotte Flair, który Lynch wygrała. 17 lutego 2019 na gali Elimination Chamber miał miejsce Elimination Chamber match z udziałem sześciu drużyn, mający na celu wyłonić inauguracyjne posiadaczki WWE Women’s Tag Team Championship. Zwyciężczyniami zostały The Boss ’n’ Hug Connection (Bayley i Sasha Banks). Na WrestleManii 35, trzy kobiety, Becky Lynch, Charlotte Flair i Ronda Rousey wzięły udział w walce wieczoru PPV, a Becky Lynch wygrała walkę. To było pierwszy raz w historii, kiedy kobiety main eventowały WrestleManię.

#### Drugi podział WWE na brandy (od 2016)

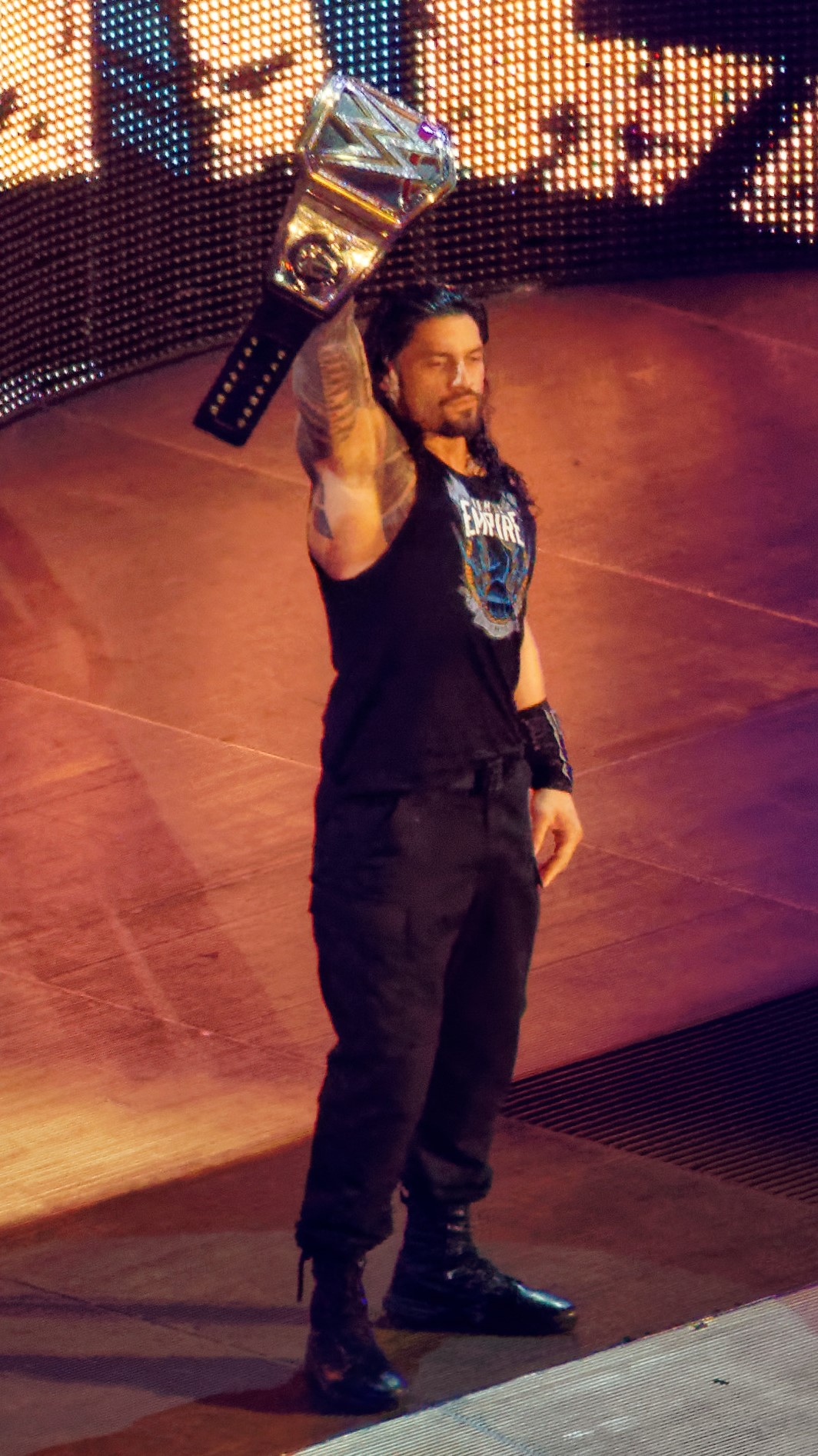
Roman Reigns był uważany za twarz męskiej dywizji nowej ery, będąc wielokrotnie w main evencie flagowego wydarzenia WWE WrestleMania, a także wielokrotnie wygrywając WWE Championship i WWE Universal Championship w tym okresie.

25 maja 2016 ogłoszono powrót do podziału WWE na brandy. 19 lipca 2016 został wyemitowany odcinek SmackDown na żywo, mający inną obsadę i scenarzystów, niż Raw. Tego dnia odbyło się przydzielenie każdego członka personelu do określonego programu. Fabularnie przyczyną ponownego podziału była chęć wyłonienia następcy przez prezesa WWE, Vince’a McMahona, spośród swoich dzieci. W tym celu Shane McMahon i Stephanie McMahon otrzymali stanowiska prezesów wykonawczych kolejno Smackdown i Raw. 18 lipca, Mick Foley został wybrany przez Stephanie na stanowisko komisarza Raw, zaś Daniel Bryan został komisarzem SmackDown. 19 lipca 2016 miał miejsce pierwszy Draft w nowej erze.
Pas WWE Championship został przejęty przez Smackdown. W związku z tym Raw utworzyło własne główne mistrzostwo, WWE Universal Championship. WWE United States Championship zostało przypisane do Raw, a WWE Intercontinental Championship do SmackDown, ale oba brandy wymieniają się tymi tytułami co jakiś czas. WWE Women’s Championship zostało przydzielone Raw i przemianowane na WWE Raw Women’s Championship. Na potrzeby Smackdown utworzono zatem WWE SmackDown Women’s Championship. Pas WWE Tag Team Championship również został przejęty przez Raw, a jego nazwę zmieniono na WWE Raw Tag Team Championship, więc w Smackdown powstał jego odpowiednik, WWE SmackDown Tag Team Championship. Powstało też mistrzostwo dla zawodników wagi lekkiej, WWE Cruiserweight Championship. Jego inauguracyjnym posiadaczem został 14 września 2016 zwycięzca specjalnego turnieju, TJP. Początkowo pas był broniony w Raw, jednak 26 listopada 2016 dywizja wagi lekkiej doczekała się własnego programu, WWE 205 Live.
15 stycznia 2017 utworzono mistrzostwo WWE United Kingdom Championship, które jest w założeniu głównym mistrzostwem przyszłego brandu mającego funkcjonować w Wielkiej Brytanii. Obecnie jest ono bronione w rozwojowym brandzie NXT. Specjalnie dla NXT utworzono także ekskluzywne mistrzostwo drugorzędne, NXT North American Championship, którego inauguracyjnym mistrzem 18 listopada 2017 został Adam Cole.

#### COVID-19 i ThunderDome (2020–2021)
W marcu 2020 roku na WWE zaczął wpływać wybuch pandemii koronawirusa (COVID-19) w Ameryce. Odcinek NXT z 11 marca został nakręcony bez widzów w obiekcie WWE Performance Center w Orlando, po tym jak trzy z czterech głównych lig sportowych ogłosiły dwa dni wcześniej, że w ramach środków ostrożności zamkną szatnie dla mediów. Ponieważ ogłaszano odwołania i przełożenia innych wydarzeń sportowych, 12 marca WWE oficjalnie ogłosiło, że jego cotygodniowe programy, rozpoczynające się od odcinka SmackDown następnej nocy, będą kręcone w Performance Center bez widzów i jedynie niezbędnego personelu. Główne gale pay per view, w tym WrestleMania 36, były nagrywane na taśmie bez żadnej obecności, a nie transmitowane na żywo. NXT nadal nadawało z Full Sail University, ale z podobnymi ograniczeniami. Bardzo reklamowane wydarzenie NXT TakeOver: In Your House zostało wyemitowane na taśmie w czerwcu 2020 roku, jednak niektórzy oficjele WWE byli zaproszeni na to wydarzenie jako część bardzo ograniczonej publiczności.
Transmisje na żywo powróciły 13 kwietnia, przy kontynuacji istniejących ustaleń; WWE oświadczyło ESPN.com, że „uważamy, że teraz ważniejsze niż kiedykolwiek jest zapewnienie ludziom odskoczni od tych trudnych czasów” oraz że programy firmy „łączą rodziny i dają poczucie nadziei, determinacji i wytrwałość”. Następnie doniesiono, że gubernator Florydy Ron DeSantis uznał WWE za biznes krytyczny dla gospodarki stanu i dodał wyjątek w ramach stanowego nakazu pozostania w domu dla pracowników „profesjonalnej produkcji sportowej i medialnej”, która jest zamknięta dla publiczne i ma publiczność w całym kraju. Decyzja spotkała się z krytyką ze strony mediów, przy czym kilka z nich wskazało, że działania DeSantisa miały miejsce tego samego dnia, w którym popierająca Donalda Trumpa komitet działań politycznych, na którego czele stała Linda McMahon, która wcześniej była częścią gabinetu Trumpa, zobowiązała się wydać 18,5 miliona dolarów na reklamy na Florydzie i że tego samego dnia Vince McMahon został członkiem grupy doradczej utworzonej przez Trumpa w celu opracowania strategii ożywienia gospodarki amerykańskiej.
15 kwietnia WWE ogłosiło serię cięć i zwolnień w odpowiedzi na pandemię, w tym zwolnienie części personelu. Kierownictwo WWE również zdecydowało się na obniżkę wynagrodzeń, a firma zawiesiła także budowę swojej nowej siedziby na co najmniej sześć miesięcy. Wystrzał wywołał znaczną reakcję fanów; a Business Insider nazwał ich „wściekłymi”. Zarówno fani, jak i kilka mediów zwróciło uwagę, że choć WWE twierdziło, że działania te są „konieczne ze względu na ekonomiczne skutki pandemii wirusa”. WWE twierdziło również, że posiada „znaczne zasoby finansowe. Dostępna gotówka i zdolność zadłużeniowa wynoszą obecnie około 0,5 miliarda dolarów”. DeSantis twierdził, że WWE jest „niezbędne”, co oznaczało, że utrata przychodów firmy będzie ograniczona. Począwszy od sierpnia, WWE przeniosło swoje wydarzenia do nowej wirtualnej publiczności i nowej areny, bezpiecznej biologicznie bańki zwanej WWE ThunderDome. ThunderDome umożliwiła fanom wirtualne uczestnictwo w wydarzeniach i bycie widocznymi na prawie 1000 tablicach LED na arenie. WrestleMania 37, która odbyła się w kwietniu 2021 roku, była pierwszym dużym wydarzeniem WWE, które odbyło się poza ThunderDome i z udziałem fanów na żywo wpuszczonych na arenę, choć w ograniczonej liczbie, pod hasłem „Back in Business!”, a wydarzenie brzmiało: odbyło się przez dwie noce, w których uczestniczyło łącznie 51 350 osób. Okres od początku pandemii do WrestleManii 37 jest czasami nazywany „ThunderDome Era”.

### Okres po COVID-19 (2021–2023)
Wraz ze stopniowym znoszeniem ograniczeń związanych z COVID-19 w pierwszej połowie 2021 roku, WWE powróciło do organizowania publiczności na żywo. Podczas WrestleManii 37, która odbyła się 10 i 11 kwietnia 2021 roku, płacący fani - aczkolwiek przy ograniczonej liczbie miejsc - wzięli udział w wydarzeniu ze Raymond James Stadium w Tampa na Florydzie, a dwunocny występ był promowany jako WWE „Back in Business!”. Bobby Lashley, który opuścił WWE w 2008 roku i wrócił do WWE po dekadzie w 2018 roku, zdobył WWE Championship w 2021 roku i pokonał Drew McIntyre’a pierwszej nocy WrestleManii 37, aby zachować tytuł. Bianca Belair stała się dominującą gwiazdą dywizji kobiet w 2021 roku, po tym, jak wygrała Women’s Royal Rumble match 2021 i pokonała Sashę Banks w walce wieczoru pierwszej nocy WrestleManii 37, zdobywając SmackDown Women’s Championship. 30 kwietnia 2021 na odcinku WWE SmackDown, ulubiony zapaśnik fanów Daniel Bryan przegrał z Romanem Reignsem w walce championship vs. career o Universal Championship, a następnie opuścił WWE. WWE NXT zostało odnowione z poważnymi zmianami w „NXT 2.0” począwszy od 14 września 2021 roku. WWE wznowiło pełnoetatowe tournée na żywo z pełną publicznością 17 lipca wraz z transmisją na żywo SmackDown z Dickies Arena w Fort Worth w stanie Teksas, a następnej nocy odbyło się Money in the Bank pay-per-view w tym samym miejscu.
Podczas pierwszej nocy WrestleManii 38 w kwietniu 2022 roku weteran Stone Cold Steve Austin przeszedł z emerytury po 19 latach na jednorazową walkę, pokonując Kevina Owensa. Następnej nocy, drugiej nocy WrestleManii 38, w walce wieczoru Roman Reigns pokonał Brocka Lesnara w Winner Takes All matchu o WWE Championship i WWE Universal Championship, stając się pierwszym wrestlerem w historii, który posiadał oba tytuły w tym samym czasie.
WWE również zaczęło mocno naciskać na Cody’ego Rhodesa i Rheę Ripley w tym czasie, wygrywając odpowiednio Royal Rumble matche mężczyzn i kobiet w 2023 roku. Podczas gdy Ripley pokonała Charlotte Flair i wygrała SmackDown Women’s Championship podczas pierwszej nocy WrestleManii 39, Rhodes został pokonany przez Romana Reignsa w walce wieczoru o Undisputed WWE Universal Championship drugiej nocy WrestleManii 39. WrestleMania 39 stała się także najbardziej dochodowym wydarzeniem WWE w historii do 2023 roku. Na Night of Champions 2023 Seth Rollins pokonał AJ Stylesa w finale turnieju i został inauguracyjnym zwycięzcą nowo utworzonego World Heavyweight Championship. 2 września 2023 roku, WWE zorganizowało Payback, swoje ostatnie pay-per-view przed przeniesieniem własności, gdzie walce wieczoru wydarzenia, Seth Rollins pokonał Shinsuke Nakamurę, zachowując swój World Heavyweight Championship.

#### Zmiany w kierownictwie (2022–2023)

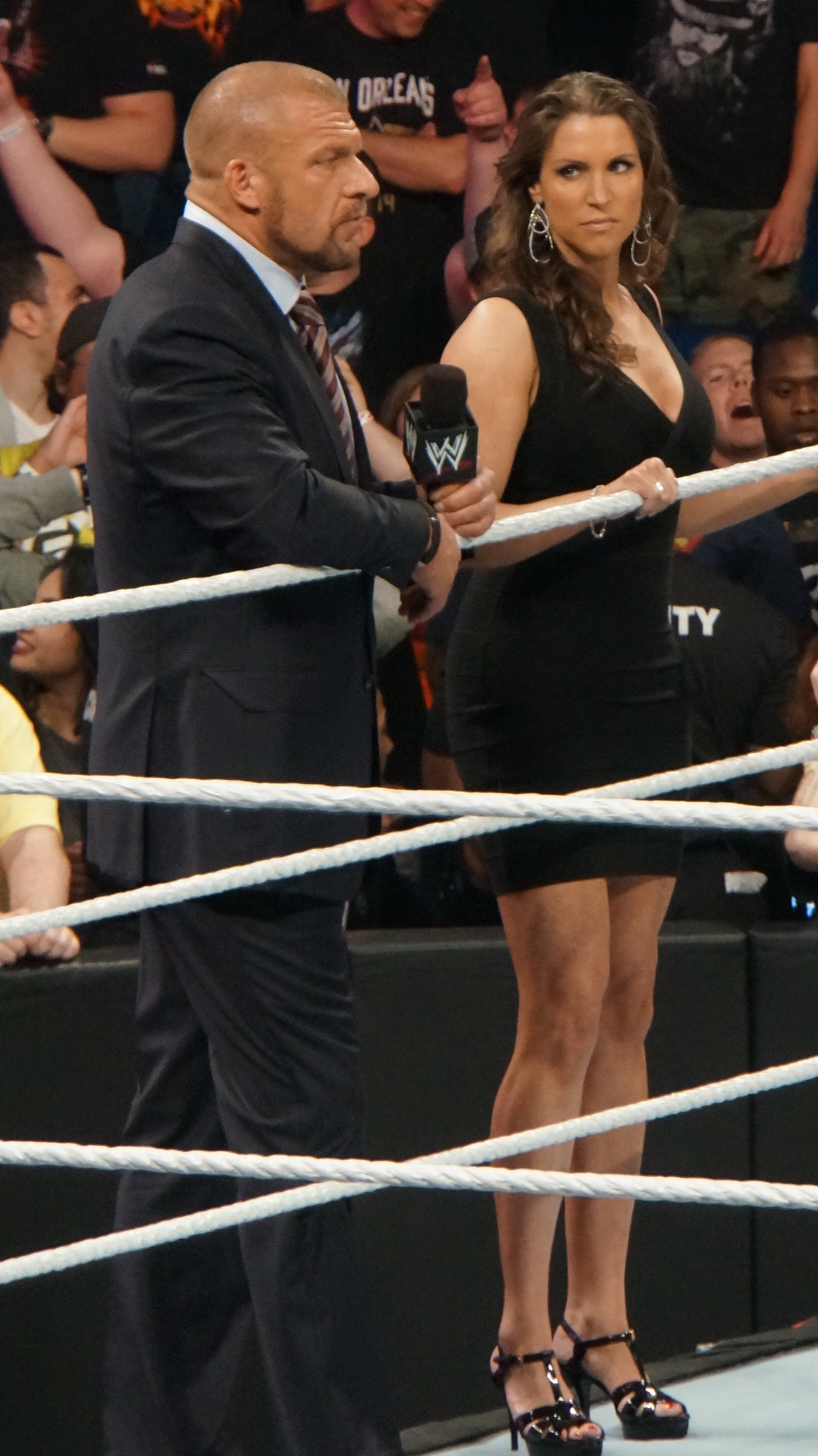
Triple H (prawdziwe imie Paul Michael Levesque) i Stephanie McMahon

17 czerwca 2022 r., podczas dochodzenia przeprowadzonego przez Radę Dyrektorów WWE w sprawie zgłoszonych „potajemnych pieniędzy” wypłaconych byłemu pracownikowi przez Vince’a McMahona po romansie, Mr. McMahon ustąpił ze stanowiska prezesa rady dyrektorów i dyrektora generalnego WWE i został zastąpiony przez swoją córkę, Stephanie McMahon Levesque, jako tymczasowego prezesa rady dyrektorów i tymczasowego dyrektora genarnego WWE. Pomimo zmiany, Vince McMahon pojawił się tamtej nocy na WWE SmackDown, otwierając show krótkim przemówieniem, którego najważniejsze momenty „wtedy, teraz, na zawsze i co najważniejsze razem” były cytowane przez różne media, gdy Vince informował ludzi, że nadal kontroluje Creative team zza kulis. 22 lipca Vince McMahon oficjalnie ogłosił swoją emeryturę na Twitterze, mówiąc: „W wieku 77 lat czas na emeryturę. Dziękuję WWE Universe. Wtedy. Teraz. Na zawsze. Razem”. Po ogłoszeniu przejścia Vince’a na emeryturę, Stephanie McMahon Levesque została oficjalnie mianowana prezesem rady dyrektorów, podczas gdy ona i Nick Khan zostali mianowani współdyrektorami generalnymi WWE. Triple H przejął stanowisko szefa działu kreatywnego, wznawiając jednocześnie stanowisko wiceprezesa wykonawczego ds. relacji z talentami, a później został awansowany na stanowisko Chief Content Officera. Komentatorzy podkreślali znaczenie emerytury McMahona, mówiąc, że oznacza to początek nowego okresu w historii WWE. Gala SummerSlam 2022, które odbyło się 30 lipca 2022 roku, było pierwszą galą WWE pay-per-view, które odbyło się pod przewodnictwem Stephanie McMahon i Triple H’a. 18 sierpnia WWE Hall of Famer Shawn Michaels został awansowany na wiceprezesa WWE ds. kreatywnego rozwoju talentów. W styczniu 2023 roku, Vince McMahon ogłosił zamiar powrotu do firmy przed negocjacjami dotyczącymi praw medialnych. Prawa medialne WWE z Fox i USA Network wygasną w 2024 roku. W tym samym miesiącu JP Morgan zostało zatrudnione do obsługi ewentualnej sprzedaży firmy. 10 stycznia Stephanie McMahon zrezygnowała z funkcji prezesa rady dyrektorów i współdyrektora generalnego, również tego samego dnia Vince McMahon objął stanowisko prezesa wykonawczego rady dyrektorów WWE, podczas gdy Nick Khan został jedynym dyrektorem generalnym WWE.

#### Przejęcie WWE przez Endeavor (2023)
3 kwietnia 2023 roku Endeavor ogłosił umowę, na mocy której WWE połączy się z UFC, tworząc nową spółkę notowaną na giełdzie pod symbolem „TKO”. Endeavor będzie posiadał 51% udziałów w „TKO”, a akcjonariusze WWE będą mieli 49% udziałów, wyceniając WWE na 9,3 miliarda dolarów. Będzie to pierwszy raz, kiedy WWE nie będzie w większości kontrolowane przez rodzinę McMahon. Dyrektor generalny Endeavor, Ari Emanuel, będzie pełnił funkcję dyrektora generalnego nowej jednostki, z Markiem Shapiro jako prezesem i dyrektorem operacyjnym, McMahonem jako prezesem wykonawczym. Emanuel nie przyjmie żadnych kreatywnych ról, a oczekuje się, że szef kreatywny WWE Paul Levesque pozostanie na tym stanowisku, a Nick Khan pozostanie prezesem WWE (podobnie jak Dana White jako prezes UFC). Umowa dodatkowo przyznaje McMahonowi dożywotnią kadencję na stanowisku prezesa wykonawczego, prawo do nominowania pięciu przedstawicieli WWE do 11-osobowego zarządu, a także prawo weta w stosunku do niektórych działań nowej firmy; ostatecznie zarząd TKO powiększył się z 11 do 13 członków. Ponadto McMahon będzie właścicielem 34% nowej spółki z 17% udziałem w głosach.
Emanuel stwierdził, że ta fuzja „połączy dwie wiodące firmy zajmujące się wyłącznie sportem i rozrywką” i zapewni „znaczące synergie operacyjne”. McMahon stwierdził, że „firmy rodzinne muszą ewoluować ze wszystkich właściwych powodów” i że „biorąc pod uwagę niesamowitą pracę, jaką wykonali Ari i Endeavor, aby rozwinąć markę UFC – prawie podwajając przychody w ciągu ostatnich siedmiu lat – oraz ogromny sukces, jaki odnieśliśmy już we współpracy z ich zespołem przy wielu przedsięwzięciach, uważam, że jest to bez wątpienia najlepszy wynik dla naszych akcjonariuszy i innych interesariuszy”. Pomimo fuzji obie organizacje, WWE i UFC, będą nadal działać jako odrębne oddziały nowo połączonej firmy.

### WWE pod rządami Endeavor po utworzeniu TKO (od 2023)

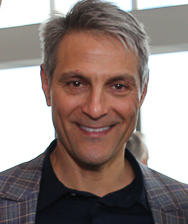
Ari Emanuel, dyrektor generalny Endeavor, pełni funkcję dyrektora generalnego TKO Group Holdings, którego UFC i WWE są odpowiednio dywizjami MMA i wrestlingu.

Fuzja została sfinalizowana 12 września 2023 roku. Pierwszym występem WWE pod rządami Endeavor był odcinek NXT z 12 września 2023 roku, który rozpoczął się od pokonania Wesa Lee przez Ilję Dragunova w pojedynku, a walką wieczoru było pokonanie przez Becky Lynch Tiffany Stratton i zdobycie NXT Women’s Championship. Pierwszą galą WWE pay-per-view w ramach TKO było NXT No Mercy z 30 września 2023 roku. 25 listopada 2023 roku na Survivor Series: WarGames, po ponad 9 latach przerwy, CM Punk powrócił do WWE, w swoim rodzinnym mieście Chicago.
23 stycznia 2024 roku, Dwayne Johnson, znany również jako „The Rock”, dołączył do zarządu TKO Group Holdings. Trzy dni później, Vince McMahon ponownie złożył rezygnację z powodu dalszych zarzutów o niewłaściwe zachowanie na tle seksualnym, a Ari Emanuel uzyskał większą kontrolę jako nowy prezes wykonawczy TKO.

#### Renaissance Era/Paul Levesque Era (od 2024)
Odkąd Triple H i Shawn Michaels przejeli władzę kreatywną w federacji odpowiednio w głównym rosterze i NXT oraz WWE stało się częścią TKO, sam Triple H 1 kwietnia 2024 roku, stwierdził, że WWE wkroczyło w „inną erę”. 3 kwietnia, wrestler WWE Cody Rhodes ukuł termin „Renaissance Era” na ten okres. Na WrestleManii XL, WWE oficjalnie zadebiutowało z nowym, charakterystycznym intro przed pierwszą walką gali. Paul „Triple H” Levesque przedstawiał obecnym fanom słowa: „Witamy w nowych czasach, witamy w nowej erze”, a podczas drugiej nocy WrestleManii Stephanie McMahon powtórzyła to, nazywając to „Paul Levesque Era”. 7 kwietnia, podczas walki wieczoru drugiej i ostatniej nocy wydarzenia, Cody Rhodes pokonał Romana Reignsa i wygrał Undisputed WWE Universal Championship.
23 stycznia 2024 roku WWE ogłosiło, że WWE Raw przeniesie się do serwisu streamingowego Netflix w styczniu 2025 roku, oferując jednocześnie seriale zza kulis. 4 maja 2024 roku WWE zorganizowało Backlash France, swoje pierwsze wydarzenie pay-per-view we Francji. 29 października WWE ogłosiło uruchomienie własnego niezależnego programu rozwoju wrestlingu o nazwie WWE ID, w skrócie WWE Independent Development.
W 2024 roku WWE rozpoczęło szerszą wymianę talentów z Total Nonstop Action Wrestling (TNA). Kilku wrestlerów TNA pojawiało się w cotygodniowych serialach telewizyjnych NXT i wydarzeniach transmitowanych na żywo i odwrotnie. Wieloletnie partnerstwo między Total Nonstop Action Wrestling (TNA) i WWE zostało oficjalnie ogłoszone 16 stycznia 2025 roku. WWE nawiązało również współpracę z Pro Wrestling Noah i Dream Star Fighting Marigold. 19 kwietnia 2025 roku, przed rozpoczęciem WrestleManii 41, ogłoszono, że WWE nabyło Lucha Libre AAA Worldwide we współpracy z Fillip, meksykańską firmą sportowo-rozrywkową, w ramach globalnej ekspansji WWE. Przejęcie ma zostać sfinalizowane w trzecim kwartale 2025 roku.

## Zarząd WWE
Poniżej znajduje się lista osób, które pełniły funkcję przewodniczącego (akcjonariusza większościowego), dyrektora generalnego (CEO) lub prezesa rady dyrektorów firmy World Wrestling Entertainment, a także osoby, które odgrywały rolę członków zarządu na potrzeby programów telewizyjnych (kayfabe).

### Właściciele
Firma znana dziś jako WWE została założona w 1952 pod nazwą Capitol Wrestling Corporation (CWC) przez doświadczonego promotora boksu i wrestlingu, Jessa McMahona, oraz wpływowego promotora wrestlingu, Tootsa Mondta. Po śmierci Jessa McMahona 21 listopada 1954, jego syn, Vincent James McMahon, zastąpił go jako nowy współwłaściciel organizacji i szybko stał się akcjonariuszem większościowym. 6 czerwca 1982 Vincent Kennedy McMahon kupił organizację WWF od swojego ojca i jego parterów biznesowych i został akcjonariuszem większościowym firmy. 12 września 2023 została sfinalizowana fuzja pomiędzy WWE z UFC, tworząc nową spółkę notowaną na giełdzie pod symbolem „TKO”. Endeavor posiada 51% udziałów w „TKO”, a akcjonariusze WWE mają 49% udziałów.

### Dyrektorzy generalni
| Dyrektor generalny           | Od               | do               | Przypis         |
| ---------------------------- | ---------------- | ---------------- | --------------- |
| Nick Khan                    | 22 lipca 2022    | 12 września 2023 | [ 212 ] [ 226 ] |
| Stephanie McMahon (ur. 1976) | 22 lipca 2022    | 10 stycznia 2023 | [ 212 ] [ 226 ] |
| Vince McMahon (ur. 1945)     | 16 września 2009 | 22 lipca 2022    | [ 251 ]         |
| Linda McMahon (ur. 1948)     | maj 1997         | 16 września 2009 | [ 251 ] [ 252 ] |
| Vince McMahon (ur. 1945)     | 1980             | maj 1997         | [ 252 ]         |

### Prezesi rady dyrektorów
| Prezes                                     | Od               | Do               | Przypis |
| ------------------------------------------ | ---------------- | ---------------- | ------- |
| Vince McMahon (ur. 1945)                   | 10 stycznia 2023 | 12 września 2023 | [ 226 ] |
| Stephanie McMahon (ur. 1976)               | 22 lipca 2022    | 10 stycznia 2023 | [ 212 ] |
| Vince McMahon (ur. 1945)                   | 1980             | 22 lipca 2022    | [ 252 ] |
| Vincent James McMahon (ur. 1914, zm. 1984) | styczeń 1953     | 1980             | [ 253 ] |

### Prezes
| Prezes                                 | Od               | Do                | Przypis         |
| -------------------------------------- | ---------------- | ----------------- | --------------- |
| Nick Khan                              | 12 września 2023 | nadal             | [ 254 ]         |
| Frank Riddick                          | 6 września 2022  | 12 września 2023  | [ 255 ]         |
| Nick Khan                              | 8 maja 2020      | 6 września 2022   | [ 256 ]         |
| Michelle Wilson                        | 2 lutego 2018    | 8 maja 2020       | [ 257 ]         |
| George Barrios                         | 2 lutego 2018    | 8 maja 2020       | [ 257 ]         |
| Stuart Snyder (ur. 2 maja 1959)        | 7 czerwca 2000   | 2001              | [ 258 ] [ 259 ] |
| Linda McMahon (ur. 1948)               | maj 1993         | 7 czerwca 2000    | [ 252 ] [ 258 ] |
| Vince McMahon (ur. 1945)               | 1980             | maj 1993          | [ 252 ]         |
| Willie Gilzenberg (ur. 1901, zm. 1978) | 1963             | 15 listopada 1978 | [ 260 ] [ 261 ] |

### Zarząd w Kayfabe
Lista postaci, które odgrywały role zarządców firmy lub poszczególnych brandów na potrzeby kayfabe, wraz z podanymi datami początku i końca odgrywania roli. W niektórych przypadkach osoby odgrywające role w rzeczywistości również pełniły stanowisko zarządcze.
| Główny zarządca (prezes / CEO / właściciel / zarząd)                               | Główny zarządca (prezes / CEO / właściciel / zarząd) | Raw                                                                  | Raw                                                     | Raw                                                     | SmackDown                              | SmackDown                                  | NXT                                     | ECW                | 205 Live                                |
| Główny zarządca (prezes / CEO / właściciel / zarząd)                               | Główny zarządca (prezes / CEO / właściciel / zarząd) | Komisarz                                                             | Menadżer generalny                                      | Menadżer generalny                                      | Komisarz                               | Menadżer generalny                         | Menadżer generalny                      | Menadżer generalny | Menadżer generalny                      |
| ---------------------------------------------------------------------------------- | ---------------------------------------------------- | -------------------------------------------------------------------- | ------------------------------------------------------- | ------------------------------------------------------- | -------------------------------------- | ------------------------------------------ | --------------------------------------- | ------------------ | --------------------------------------- |
|                                                                                    |                                                      |                                                                      | Adam Pearce (13 X 2023 – obecnie)                       | Adam Pearce (13 X 2023 – obecnie)                       |                                        | Nick Aldis (13 X 2023 – obecnie)           | Ava (23 I 2024 – obecnie)               |                    |                                         |
|                                                                                    |                                                      |                                                                      | Adam Pearce (13 X 2023 – obecnie)                       | Adam Pearce (13 X 2023 – obecnie)                       |                                        | Nick Aldis (13 X 2023 – obecnie)           |                                         |                    |                                         |
|                                                                                    |                                                      |                                                                      |                                                         |                                                         |                                        |                                            |                                         |                    |                                         |
| Nick Khan (22 VII 2022 – 12 IX 2023)                                               |                                                      |                                                                      |                                                         |                                                         |                                        |                                            |                                         |                    |                                         |
| Stephanie McMahon (22 VII 2022 – 10 I 2023)                                        |                                                      |                                                                      |                                                         |                                                         |                                        |                                            |                                         |                    |                                         |
|                                                                                    |                                                      |                                                                      |                                                         |                                                         |                                        |                                            | William Regal (12 IV 2020 – 5 I 2022)   |                    |                                         |
| Vince McMahon (10 X 2011 – 22 VII 2022)                                            | Vince McMahon (10 X 2011 – 22 VII 2022)              | Stephanie McMahon (11 VII 2016 – 17 XII 2018)                        |                                                         |                                                         | Shane McMahon (11 VII 2016 – 4 X 2019) |                                            | William Regal (28 VIII 2014 – 5 I 2022) |                    | Drake Maverick (30 I 2018 – 12 IV 2020) |
| Vince McMahon (10 X 2011 – 22 VII 2022)                                            | Vince McMahon (10 X 2011 – 22 VII 2022)              | Stephanie McMahon (11 VII 2016 – 17 XII 2018)                        | Baron Corbin (20 VIII 2018 – 16 XII 2018)               | Baron Corbin (20 VIII 2018 – 16 XII 2018)               | Shane McMahon (11 VII 2016 – 4 X 2019) | Paige (10 IV 2018 – 17 XII 2018)           | William Regal (28 VIII 2014 – 5 I 2022) |                    | Drake Maverick (30 I 2018 – 12 IV 2020) |
| Vince McMahon (10 X 2011 – 22 VII 2022)                                            | Vince McMahon (10 X 2011 – 22 VII 2022)              | Stephanie McMahon (11 VII 2016 – 17 XII 2018)                        | Kurt Angle (3 IV 2017 – 17 XII 2018)                    |                                                         | Shane McMahon (11 VII 2016 – 4 X 2019) | Paige (10 IV 2018 – 17 XII 2018)           | William Regal (28 VIII 2014 – 5 I 2022) |                    | Drake Maverick (30 I 2018 – 12 IV 2020) |
| Vince McMahon (10 X 2011 – 22 VII 2022)                                            | Vince McMahon (10 X 2011 – 22 VII 2022)              | Stephanie McMahon (11 VII 2016 – 17 XII 2018)                        | Daniel Bryan (18 VII 2016 – 10 IV 2018)                 |                                                         | Shane McMahon (11 VII 2016 – 4 X 2019) |                                            | William Regal (28 VIII 2014 – 5 I 2022) |                    | Drake Maverick (30 I 2018 – 12 IV 2020) |
| Vince McMahon (10 X 2011 – 22 VII 2022)                                            | Vince McMahon (10 X 2011 – 22 VII 2022)              | Stephanie McMahon (11 VII 2016 – 17 XII 2018)                        |                                                         |                                                         | Shane McMahon (11 VII 2016 – 4 X 2019) |                                            | William Regal (28 VIII 2014 – 5 I 2022) |                    |                                         |
| Vince McMahon (10 X 2011 – 22 VII 2022)                                            | Vince McMahon (10 X 2011 – 22 VII 2022)              | Stephanie McMahon (11 VII 2016 – 17 XII 2018)                        |                                                         |                                                         | Shane McMahon (11 VII 2016 – 4 X 2019) |                                            | William Regal (28 VIII 2014 – 5 I 2022) |                    |                                         |
| Vince McMahon (10 X 2011 – 22 VII 2022)                                            | Vince McMahon (10 X 2011 – 22 VII 2022)              | Stephanie McMahon (11 VII 2016 – 17 XII 2018)                        | Mick Foley (18 VII 2016 – 20 III 2017)                  |                                                         | Shane McMahon (11 VII 2016 – 4 X 2019) |                                            | William Regal (28 VIII 2014 – 5 I 2022) |                    |                                         |
| Vince McMahon (10 X 2011 – 22 VII 2022)                                            | Vince McMahon (10 X 2011 – 22 VII 2022)              | Stephanie McMahon (11 VII 2016 – 17 XII 2018)                        |                                                         |                                                         | Shane McMahon (11 VII 2016 – 4 X 2019) |                                            | William Regal (28 VIII 2014 – 5 I 2022) |                    |                                         |
| Vince McMahon (10 X 2011 – 22 VII 2022)                                            | Vince McMahon (10 X 2011 – 22 VII 2022)              |                                                                      |                                                         |                                                         |                                        |                                            | William Regal (28 VIII 2014 – 5 I 2022) |                    |                                         |
| Vince McMahon (10 X 2011 – 22 VII 2022)                                            | Vince McMahon (10 X 2011 – 22 VII 2022)              | Anonimowy menadżer generalny (1 XII 2014)                            |                                                         |                                                         |                                        |                                            | William Regal (28 VIII 2014 – 5 I 2022) |                    |                                         |
| Vince McMahon (10 X 2011 – 22 VII 2022)                                            | Vince McMahon (10 X 2011 – 22 VII 2022)              |                                                                      |                                                         |                                                         |                                        |                                            | William Regal (28 VIII 2014 – 5 I 2022) |                    |                                         |
| Vince McMahon (10 X 2011 – 22 VII 2022)                                            | Vince McMahon (10 X 2011 – 22 VII 2022)              | Daniel Bryan (24 XI 2014)                                            |                                                         |                                                         |                                        |                                            | William Regal (28 VIII 2014 – 5 I 2022) |                    |                                         |
| Vince McMahon (10 X 2011 – 22 VII 2022)                                            | Vince McMahon (10 X 2011 – 22 VII 2022)              |                                                                      | The Authority (26 V 2014 – 24 XI 2014)                  | The Authority (26 V 2014 – 24 XI 2014)                  |                                        | The Authority (27 VI 2014 – 24 XI 2014)    | William Regal (28 VIII 2014 – 5 I 2022) |                    |                                         |
| Vince McMahon (10 X 2011 – 22 VII 2022)                                            | Vince McMahon (10 X 2011 – 22 VII 2022)              |                                                                      | The Authority (26 V 2014 – 24 XI 2014)                  | The Authority (26 V 2014 – 24 XI 2014)                  |                                        |                                            | William Regal (28 VIII 2014 – 5 I 2022) |                    |                                         |
| Vince McMahon (10 X 2011 – 22 VII 2022)                                            | Vince McMahon (10 X 2011 – 22 VII 2022)              |                                                                      | Brad Maddox (8 VII 2013 – 26 V 2014)                    | Brad Maddox (8 VII 2013 – 26 V 2014)                    |                                        |                                            | JBL (25 IX 2013 – 28 VIII 2014)         |                    |                                         |
| Vince McMahon (10 X 2011 – 22 VII 2022)                                            | Vince McMahon (10 X 2011 – 22 VII 2022)              | Vickie Guerrero (19 VII 2013 – 23 VI 2014)                           | Brad Maddox (8 VII 2013 – 26 V 2014)                    | Brad Maddox (8 VII 2013 – 26 V 2014)                    |                                        |                                            | JBL (25 IX 2013 – 28 VIII 2014)         |                    |                                         |
| Vince McMahon (10 X 2011 – 22 VII 2022)                                            | Vince McMahon (10 X 2011 – 22 VII 2022)              | Dusty Rhodes (20 VI 2012 – 25 IX 2013)                               | Brad Maddox (8 VII 2013 – 26 V 2014)                    | Brad Maddox (8 VII 2013 – 26 V 2014)                    |                                        |                                            |                                         |                    |                                         |
| Vince McMahon (10 X 2011 – 22 VII 2022)                                            | Vince McMahon (10 X 2011 – 22 VII 2022)              | Booker T (3 VIII 2012 – 19 VII 2013)                                 | Brad Maddox (8 VII 2013 – 26 V 2014)                    | Brad Maddox (8 VII 2013 – 26 V 2014)                    |                                        |                                            |                                         |                    |                                         |
| Vince McMahon (10 X 2011 – 22 VII 2022)                                            | Vince McMahon (10 X 2011 – 22 VII 2022)              | Vickie Guerrero (22 X 2012 – 8 VII 2013, jako kierownik zarządzania) |                                                         |                                                         |                                        |                                            |                                         |                    |                                         |
| Vince McMahon (10 X 2011 – 22 VII 2022)                                            | Vince McMahon (10 X 2011 – 22 VII 2022)              | AJ Lee (23 VII 2012 – 22 X 2012)                                     |                                                         |                                                         |                                        |                                            |                                         |                    |                                         |
| Vince McMahon (10 X 2011 – 22 VII 2022)                                            | Vince McMahon (10 X 2011 – 22 VII 2022)              |                                                                      |                                                         |                                                         |                                        |                                            |                                         |                    |                                         |
| Vince McMahon (10 X 2011 – 22 VII 2022)                                            | Vince McMahon (10 X 2011 – 22 VII 2022)              |                                                                      |                                                         |                                                         |                                        |                                            |                                         |                    |                                         |
| Vince McMahon (10 X 2011 – 22 VII 2022)                                            | Vince McMahon (10 X 2011 – 22 VII 2022)              | Anonimowy menadżer generalny (9 VII 2012)                            |                                                         |                                                         |                                        |                                            |                                         |                    |                                         |
| Vince McMahon (10 X 2011 – 22 VII 2022)                                            | Vince McMahon (10 X 2011 – 22 VII 2022)              |                                                                      |                                                         |                                                         |                                        |                                            |                                         |                    |                                         |
| Vince McMahon (10 X 2011 – 22 VII 2022)                                            | Vince McMahon (10 X 2011 – 22 VII 2022)              |                                                                      |                                                         |                                                         |                                        |                                            |                                         |                    |                                         |
| Vince McMahon (10 X 2011 – 22 VII 2022)                                            | Vince McMahon (10 X 2011 – 22 VII 2022)              |                                                                      | John Laurinaitis (10 X 2011 – 11 VI 2012)               | John Laurinaitis (10 X 2011 – 11 VI 2012)               |                                        | John Laurinaitis (1 IV 2012 – 11 VI 2012)  |                                         |                    |                                         |
| Vince McMahon (10 X 2011 – 22 VII 2022)                                            | Vince McMahon (10 X 2011 – 22 VII 2022)              | Theodore Long (25 II 2011 – 1 IV 2012)                               | John Laurinaitis (10 X 2011 – 11 VI 2012)               | John Laurinaitis (10 X 2011 – 11 VI 2012)               |                                        |                                            |                                         |                    |                                         |
| Triple H (18 VII 2011 – 10 X 2011)                                                 | Triple H (18 VII 2011 – 10 X 2011)                   |                                                                      | Triple H (18 VII 2011 – 10 X 2011)                      | Triple H (18 VII 2011 – 10 X 2011)                      |                                        |                                            |                                         |                    |                                         |
| Vince McMahon (22 VI 2009 – 18 VII 2011)                                           | Vince McMahon (22 VI 2009 – 18 VII 2011)             |                                                                      | Anonimowy menadżer generalny (21 VI 2010 – 18 VII 2011) | Anonimowy menadżer generalny (21 VI 2010 – 18 VII 2011) |                                        |                                            |                                         |                    |                                         |
| Vince McMahon (22 VI 2009 – 18 VII 2011)                                           | Vince McMahon (22 VI 2009 – 18 VII 2011)             | Vickie Guerrero (28 I 2011 – 25 II 2011)                             | Anonimowy menadżer generalny (21 VI 2010 – 18 VII 2011) | Anonimowy menadżer generalny (21 VI 2010 – 18 VII 2011) |                                        |                                            |                                         |                    |                                         |
| Vince McMahon (22 VI 2009 – 18 VII 2011)                                           | Vince McMahon (22 VI 2009 – 18 VII 2011)             | Theodore Long (10 IV 2009 – 28 I 2011)                               | Anonimowy menadżer generalny (21 VI 2010 – 18 VII 2011) | Anonimowy menadżer generalny (21 VI 2010 – 18 VII 2011) |                                        |                                            |                                         |                    |                                         |
| Vince McMahon (22 VI 2009 – 18 VII 2011)                                           | Vince McMahon (22 VI 2009 – 18 VII 2011)             | Bret Hart (24 V 2010 – 21 VI 2010)                                   |                                                         |                                                         |                                        |                                            |                                         |                    |                                         |
| Vince McMahon (22 VI 2009 – 18 VII 2011)                                           | Vince McMahon (22 VI 2009 – 18 VII 2011)             |                                                                      | Tiffany (7 IV 2009 – 16 II 2010)                        |                                                         |                                        |                                            |                                         |                    |                                         |
| Vince McMahon (22 VI 2009 – 18 VII 2011)                                           | Vince McMahon (22 VI 2009 – 18 VII 2011)             |                                                                      |                                                         |                                                         |                                        |                                            |                                         |                    |                                         |
| Vince McMahon (22 VI 2009 – 18 VII 2011)                                           | Vince McMahon (22 VI 2009 – 18 VII 2011)             | Vickie Guerrero (10 V 2010)                                          |                                                         |                                                         |                                        |                                            |                                         |                    |                                         |
| Vince McMahon (22 VI 2009 – 18 VII 2011)                                           | Vince McMahon (22 VI 2009 – 18 VII 2011)             |                                                                      |                                                         |                                                         |                                        |                                            |                                         |                    |                                         |
| Vince McMahon (22 VI 2009 – 18 VII 2011)                                           | Vince McMahon (22 VI 2009 – 18 VII 2011)             | Vicikie Guerrero (6 IV 2008 – 8 VI 2009)                             |                                                         |                                                         |                                        |                                            |                                         |                    |                                         |
| Donald Trump (15 VI 2009 – 22 VI 2009)                                             |                                                      |                                                                      |                                                         |                                                         |                                        |                                            |                                         |                    |                                         |
|                                                                                    |                                                      |                                                                      |                                                         |                                                         |                                        |                                            |                                         |                    |                                         |
| Vince McMahon (27 VI 1999 – 15 VI 2009)                                            |                                                      |                                                                      |                                                         |                                                         |                                        |                                            |                                         |                    |                                         |
|                                                                                    |                                                      |                                                                      |                                                         |                                                         |                                        |                                            |                                         |                    |                                         |
|                                                                                    |                                                      |                                                                      |                                                         |                                                         | Theodore Long (3 VI 2008 – 7 IV 2009)  |                                            |                                         |                    |                                         |
|                                                                                    |                                                      |                                                                      |                                                         |                                                         |                                        |                                            |                                         |                    |                                         |
|                                                                                    |                                                      |                                                                      |                                                         |                                                         |                                        |                                            |                                         |                    |                                         |
|                                                                                    |                                                      |                                                                      | Vickie Guerrero (28 IX 2007 – 6 IV 2009)                |                                                         |                                        |                                            |                                         |                    |                                         |
|                                                                                    |                                                      | Stephanie McMahon (24 XI 2008 – 6 IV 2009)                           |                                                         |                                                         |                                        |                                            |                                         |                    |                                         |
|                                                                                    |                                                      |                                                                      |                                                         |                                                         |                                        |                                            |                                         |                    |                                         |
|                                                                                    |                                                      | Mike Adamle (28 VII 2008 – 3 XI 2008)                                |                                                         |                                                         |                                        |                                            |                                         |                    |                                         |
|                                                                                    |                                                      |                                                                      |                                                         |                                                         |                                        |                                            |                                         |                    |                                         |
|                                                                                    |                                                      |                                                                      |                                                         |                                                         |                                        | Armando Estrada (14 VIII 2007 – 3 VI 2008) |                                         |                    |                                         |
|                                                                                    |                                                      |                                                                      |                                                         |                                                         |                                        |                                            |                                         |                    |                                         |
|                                                                                    |                                                      | William Regal (6 VIII 2007 – 19 V 2008)                              |                                                         |                                                         |                                        |                                            |                                         |                    |                                         |
|                                                                                    |                                                      |                                                                      | Theodore Long (29 VII 2004 – 28 IX 2007)                |                                                         |                                        |                                            |                                         |                    |                                         |
|                                                                                    |                                                      |                                                                      |                                                         |                                                         |                                        |                                            |                                         |                    |                                         |
|                                                                                    |                                                      | Jonathan Coachman (2 VII 2007 – 6 VIII 2007)                         |                                                         |                                                         |                                        |                                            |                                         |                    |                                         |
|                                                                                    |                                                      | William Regal (2 VII 2007)                                           |                                                         |                                                         |                                        |                                            |                                         |                    |                                         |
|                                                                                    |                                                      | Jonathan Coachman (29 V 2006 – 2 VII 2007)                           |                                                         |                                                         |                                        |                                            |                                         |                    |                                         |
|                                                                                    |                                                      |                                                                      |                                                         | Paul Heyman (13 VI 2006 – XII 2006)                     |                                        |                                            |                                         |                    |                                         |
|                                                                                    |                                                      |                                                                      |                                                         |                                                         |                                        |                                            |                                         |                    |                                         |
|                                                                                    |                                                      | Vince McMahon (12 XII 2005 – 29 V 2006)                              |                                                         |                                                         |                                        |                                            |                                         |                    |                                         |
|                                                                                    |                                                      |                                                                      |                                                         |                                                         |                                        |                                            |                                         |                    |                                         |
|                                                                                    |                                                      | Eric Bischoff (15 VII 2002 – 5 XII 2005)                             |                                                         |                                                         |                                        |                                            |                                         |                    |                                         |
|                                                                                    |                                                      |                                                                      |                                                         |                                                         |                                        |                                            |                                         |                    |                                         |
|                                                                                    |                                                      |                                                                      |                                                         | Kurt Angle (25 III 2004 – 22 VII 2004)                  |                                        |                                            |                                         |                    |                                         |
|                                                                                    |                                                      |                                                                      |                                                         |                                                         |                                        |                                            |                                         |                    |                                         |
|                                                                                    |                                                      |                                                                      |                                                         | Paul Heyman (23 X 2003 – 22 III 2004)                   |                                        |                                            |                                         |                    |                                         |
|                                                                                    |                                                      | Mick Foley (1 – 15 XII 2003)                                         |                                                         |                                                         |                                        |                                            |                                         |                    |                                         |
|                                                                                    |                                                      |                                                                      |                                                         |                                                         |                                        |                                            |                                         |                    |                                         |
|                                                                                    |                                                      | Steve Austin (28 IV 2003 – 16 XI 2003)                               |                                                         |                                                         |                                        |                                            |                                         |                    |                                         |
|                                                                                    |                                                      |                                                                      |                                                         |                                                         |                                        |                                            |                                         |                    |                                         |
|                                                                                    |                                                      |                                                                      | Stephanie McMahon (18 VII 2002 – 9 X 2003)              |                                                         |                                        |                                            |                                         |                    |                                         |
|                                                                                    |                                                      |                                                                      |                                                         |                                                         |                                        |                                            |                                         |                    |                                         |
|                                                                                    |                                                      |                                                                      |                                                         |                                                         |                                        |                                            |                                         |                    |                                         |
|                                                                                    |                                                      |                                                                      |                                                         |                                                         |                                        |                                            |                                         |                    |                                         |
|                                                                                    |                                                      |                                                                      |                                                         |                                                         |                                        |                                            |                                         |                    |                                         |
| Ric Flair (19 XI 2001 – 10 VI 2002)                                                |                                                      |                                                                      |                                                         |                                                         |                                        |                                            |                                         |                    |                                         |
| Ric Flair (25 III 2002 – 10 VI 2002)                                               |                                                      |                                                                      | Vince McMahon (25 III 2002 – 10 VI 2002)                |                                                         |                                        |                                            |                                         |                    |                                         |
|                                                                                    |                                                      |                                                                      |                                                         |                                                         |                                        |                                            |                                         |                    |                                         |
| Mick Foley (11 X 2001 – 19 XI 2001)                                                |                                                      |                                                                      |                                                         |                                                         |                                        |                                            |                                         |                    |                                         |
|                                                                                    | William Regal (8 III 2001 – 11 X 2001)               |                                                                      |                                                         | William Regal (8 III 2001 – 11 X 2001)                  |                                        |                                            |                                         |                    |                                         |
|                                                                                    |                                                      |                                                                      |                                                         |                                                         |                                        |                                            |                                         |                    |                                         |
|                                                                                    | Mick Foley (26 VI 2000 – 18 XII 2000)                |                                                                      |                                                         |                                                         |                                        |                                            |                                         |                    |                                         |
|                                                                                    | Shawn Michaels (23 XI 1998 – 26 VI 2000)             |                                                                      |                                                         |                                                         |                                        |                                            |                                         |                    |                                         |
| Steve Austin (7 VI 1999 – 27 VI 1999)                                              |                                                      |                                                                      |                                                         |                                                         |                                        |                                            |                                         |                    |                                         |
| The Corporation (Vince, Linda, Shane i Stephanie McMahon) (16 XI 1998 – 7 VI 1999) |                                                      |                                                                      |                                                         |                                                         |                                        |                                            |                                         |                    |                                         |
| Sgt. Slaughter (4 VIII 1997 – 23 XI 1998)                                          |                                                      |                                                                      |                                                         |                                                         |                                        |                                            |                                         |                    |                                         |
| Vince McMahon (9 XI 1997 – 16 XI 1998)                                             |                                                      |                                                                      |                                                         |                                                         |                                        |                                            |                                         |                    |                                         |
|                                                                                    |                                                      |                                                                      |                                                         |                                                         |                                        |                                            |                                         |                    |                                         |
| Gorilla Monsoon (12 VII 1995 – 4 VIII 1997)                                        |                                                      |                                                                      |                                                         |                                                         |                                        |                                            |                                         |                    |                                         |
| Jack Tunney (IX 1984 – 12 VII 1995)                                                |                                                      |                                                                      |                                                         |                                                         |                                        |                                            |                                         |                    |                                         |
|                                                                                    |                                                      |                                                                      |                                                         |                                                         |                                        |                                            |                                         |                    |                                         |
| Hisashi Shinma (1978–1984)                                                         |                                                      |                                                                      |                                                         |                                                         |                                        |                                            |                                         |                    |                                         |
| Willie Gilzenberg (1963–15 XI 1978)                                                |                                                      |                                                                      |                                                         |                                                         |                                        |                                            |                                         |                    |                                         |